# 銃

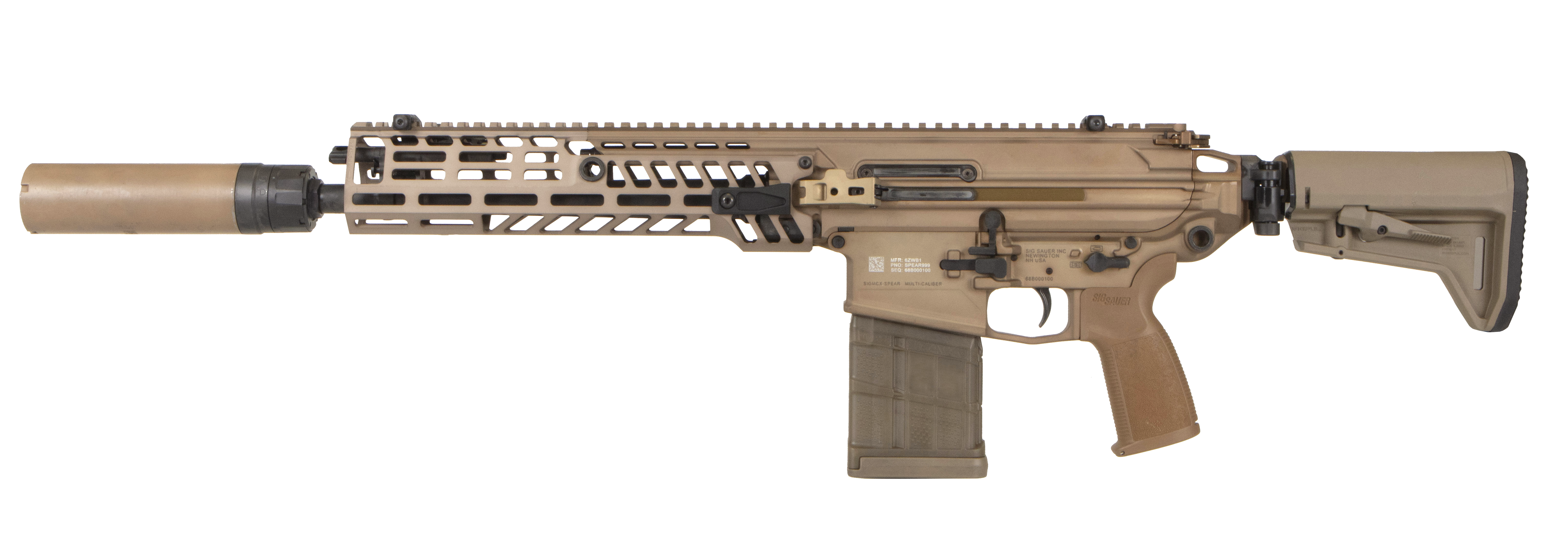
SIG XM5

銃（じゅう）は、筒状の銃身から弾丸を発射する道具であり、大砲（砲）より小型の物を指す。

## 概要
銃とは、火薬や様々な気体の圧力を用いて、弾丸と呼ばれる小型の飛翔体（en:projectile）を高速で発射する武器の総称。弾丸は高い運動エネルギーを持ち、強い殺傷力や破壊力を持つので、狩猟や人を殺傷する道具として用いられる。
銃と砲の境界線
一般には口径が20ミリ未満のものを銃と呼び、20ミリ以上のものを砲として分類するが、この基準は運用組織によって異なる場合がある。例えばアメリカ軍および自衛隊では口径20ミリ以上、海上保安庁も同20ミリ以上を砲と呼んでいるが、旧陸軍では明治40年6月以降は口径11ミリを超えるものを砲、昭和11年1月以降はこの区分を廃止して銃か砲かは制式制定毎に決定、旧海軍では40ミリ以上の口径を砲と呼んだ。
他
「銃」という漢字は元来、斧の峰部分に設けられた柄を差し込むための穴を表し、転じて主に金属製の筒から弾丸を発射する武器を表すようになった。また現代中国語では、「槍」の字を用いる。
狭義では、一人で持ち運びができる銃のことを「銃器」と称することもある。
転じてグリースガンやコーキングガンなど弾丸は発射しないが銃と形の似たものを「ガン」と呼称する。最近では非実体弾を射出する各種の武装・装備を銃と呼称する事も増えている（光線銃等）。その為に、前述の銃定義は広義では当てはまらない事も多い。
英語では、「銃」と「砲」を区別せずに 英: Gun と呼称する。Cannon は「砲」のみを意味する単語であるが、現代の英語では Gun を用いるのが普通であり、Cannon は用いない。

## 銃の歴史

### 起源

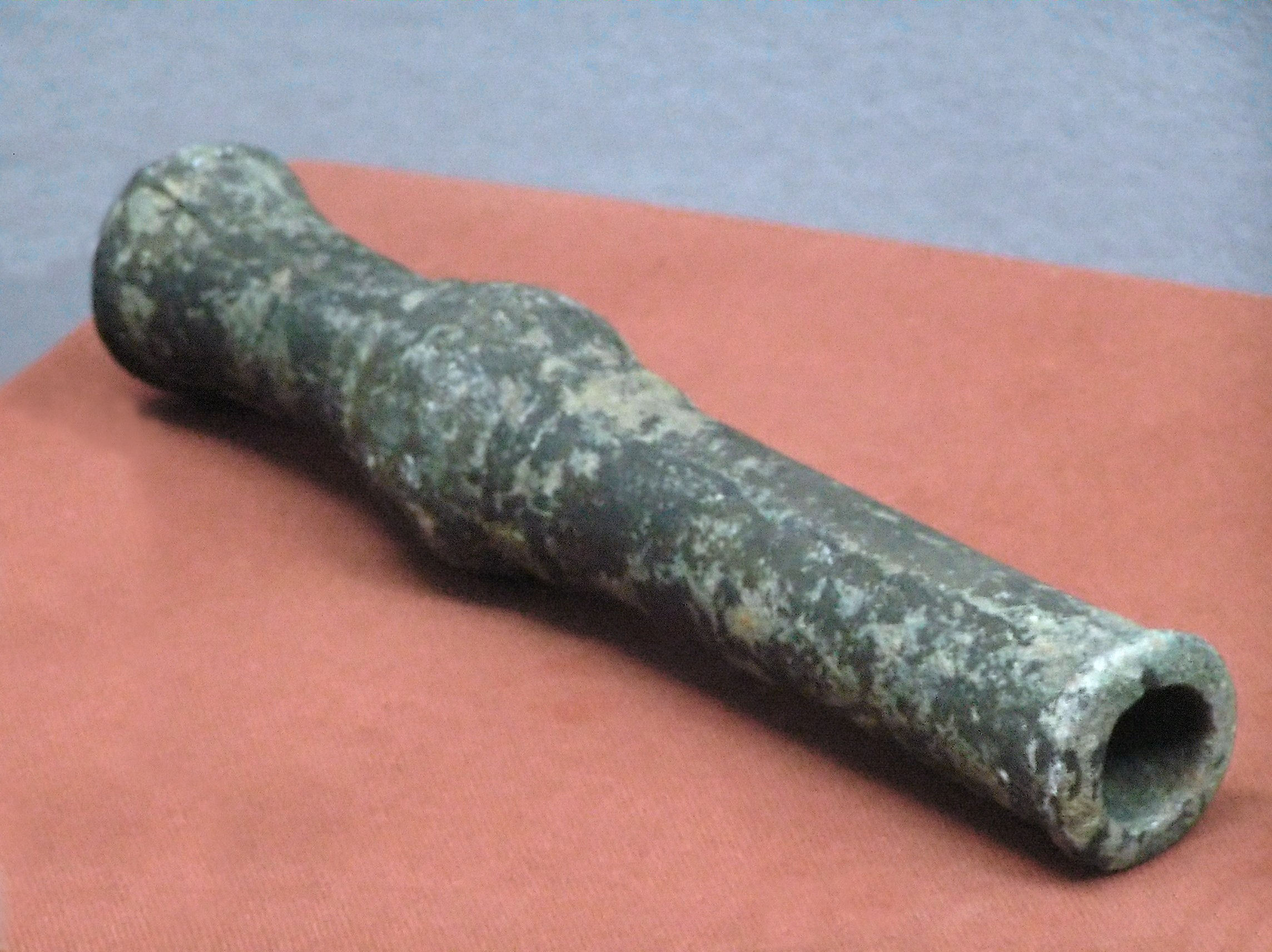
元朝の青銅製の「手銃」（ハンドキャノン）

初め火薬は、梱包されて導火線をつけ、投擲して建物などを焼く、焼夷弾の火毬に利用された。火毬は火薬を陶器の容器に装填し、破裂すると破片が飛び散る原始的な手榴弾で北宋後期に使用され始めた。1274年の日本襲来（元寇）の際にもモンゴル軍によって使用された。南宋では、槍の柄に筒状の容器を取り付けて、その中に火薬を詰めて推進力に利用して飛ばす「火箭」が使用された。
1259年に寿春府で製造された、竹筒に火薬と石の弾丸を入れて前方に飛ばす「突火槍」が発明され火砲と銃へ発展した。その後、1270年から80年頃に突火槍にかわり、青銅などの金属を筒状に鋳造した「手銃」（ハンドキャノン）が製造され、これは筒の後方に木の柄を取り付けて使用した。14世紀に入ると中国大陸各地に手銃が伝わり、同世紀末頃に中国大陸各地で製造が始まっている。中国大陸で発明された火薬や火薬を使用する武器はシルク・ロードを通ってインドやアラビアに伝わったとしている。
火砲の最古の出土品は、1989年に内蒙古で発見された1298年製造の火砲である。
銃と火砲は中国大陸、アラビア、インドなどアジア地域でいち早く応用され、火砲は発展を続け、据置式の口径の比較的大きな鋳造青銅砲が元末から使用される様になった。
一方の銃は、その後アジアでは発展が停滞し改良が進まなかった。原始的発射機構を持つ銃を、構えたまま安定して着火可能な発射機構を持つ銃に発展させたのは、モンゴルやイスラム諸国から火薬や火砲や銃が伝来したヨーロッパであった。

### ヨーロッパにおける発展

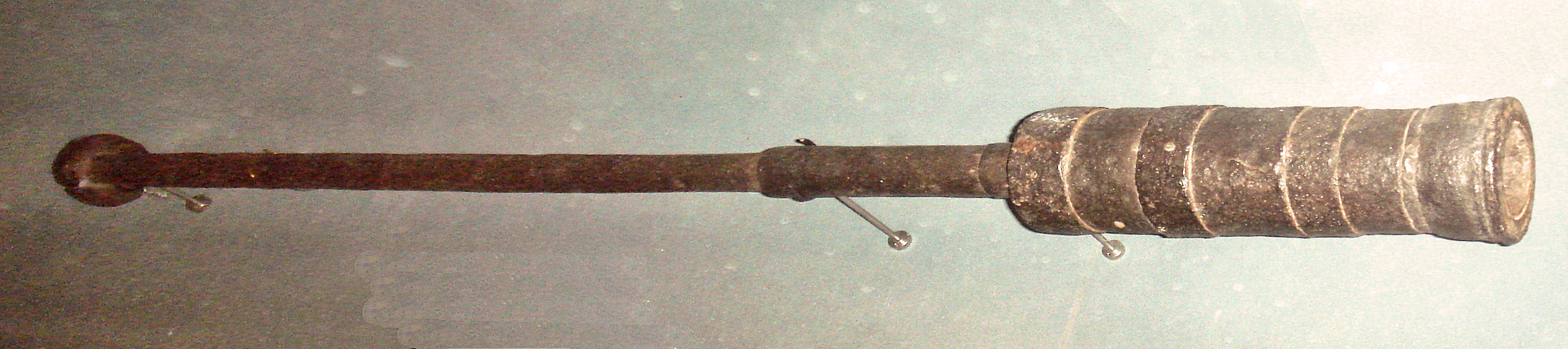
西ヨーロッパの柄が付いたハンドキャノン

ヨーロッパでは、12世紀から13世紀ごろにアラビアの薬学書や化学書が錬金術師によってギリシア語やラテン語に翻訳され、その火薬の知識が伝えられた。とりわけ1248年から1254年に行われたヨーロッパ人による第7回十字軍の際にアラビア軍が使用し、手銃では至近距離以外での命中はほとんど望め無かったものの命中した場合の殺傷力はクロスボウや弓などよりも格段に高く、また発射音や煙で軍馬や兵士を混乱させる効果が大きく、しばしばアラビア軍側に有利に働いた。この戦闘で火砲の威力を知ったヨーロッパ諸国は14世紀から火砲の製造に乗り出すようになった。
ヨーロッパで最初に製作された火砲は、性能の低いキャノンロックだった。キャノンロックは複数の鉄板を木柱の周りに巻き付けて筒状にし、周囲に多くの鉄製バンドを巻き付けて強化し、後端には柄があった。丸い石を発射した。大きさは様々であり、1人で運搬して射撃できる小さい口径の物から、数人で操作する大口径の物もあった。前者が後の小銃の原型となり、後者が大砲の原型となった。15世紀中頃に鋳造で一体構造で強度がある金属製の筒が製造できるようになるとキャノンロックは廃れた。

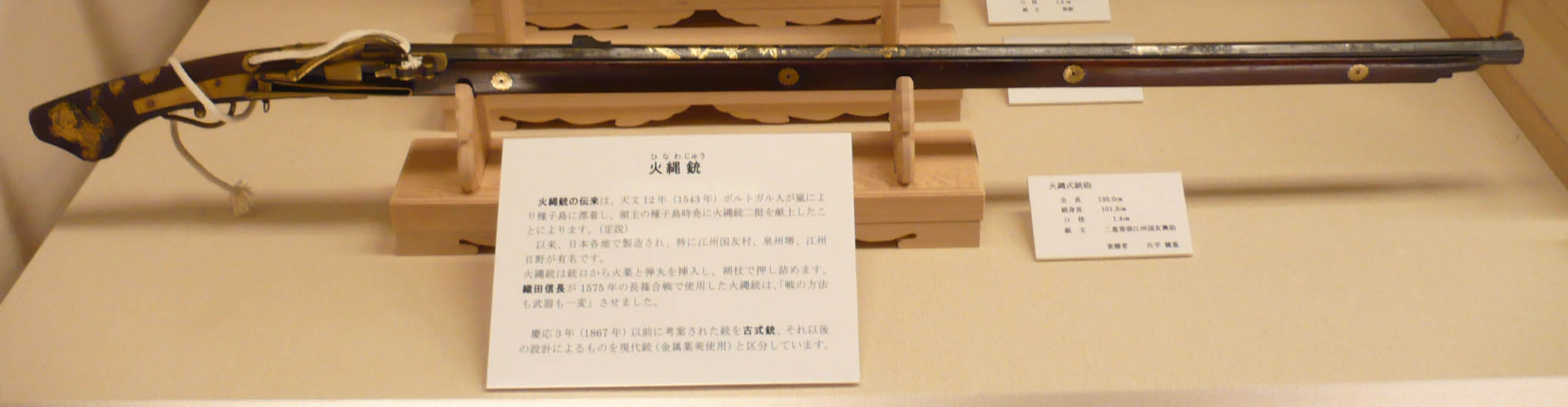
火縄銃（15世紀）

15世紀に入ると、鍛造加工技術に優れるドイツにおいて、革新的な銃のメカニズムが開発された。15世紀中頃に片手で銃を持ち、もう片方の手で火縄を持って点火孔に押しつけて発射した従来のタッチホールロックではなく、引き金を引くと仕掛けが作動し火縄が点火孔に押しつけられるマッチロック式（火縄式）が開発された。マッチロック式の開発によって銃を両手で保持して照準できるようになった。従来は棒状であった柄も握りやすいよう湾曲した形状になり、頬や肩に密着させて正確な照準が可能となる銃床へと進化し、また銃身の上面に照準器が取り付けられるようになった。
このヨーロッパで発明されたマッチロック式（火縄式）が、1543年に日本の種子島に漂流したポルトガル人によって日本に伝えられたものである。戦国時代だったため、各大名の新兵器に対する需要は高く、火縄銃は急速に日本各地に広がったが、徳川幕府が成立すると、幕府は火縄銃の普及を恐れて様々な制限を加えるようになり、日本における銃の発展や改良は再度ヨーロッパから銃を輸入するようになる幕末まで完全に停滞することとなった。
16世紀後半にスペイン帝国は、騎兵向けの軽量銃器として拳銃（ピストレット）や騎兵銃（カービン銃）など用途に適した形式の銃も出現するようになった、但し拳銃の射程距離は20m前後、短銃も35m程度で一発放った後は装填せずサーベルで斬り込んだ。しかし、マッチロックは雨や雪で火が消えるなど欠点が多かった。これらの欠点の克服のため、1525年頃にドイツもしくはオランダで誕生したスナップハンス式に代表される火打石と鋼のやすりを擦り合わせて発火させる方式が開発されるようになった。

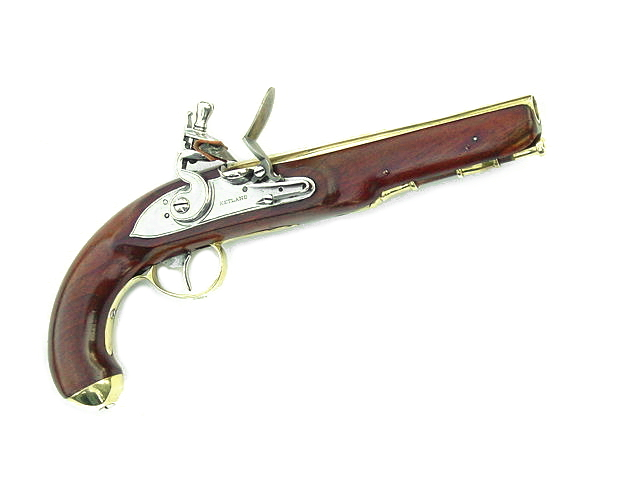
フリントロック式の拳銃

17世紀初頭にはフランスでスナップハンス式を改良したフリントロック式が開発されて、やすりの下端が点火孔の外側に装填された補助点火火薬を保護する蓋を兼用するようになった。これによりもはや火縄を持ち歩く必要は無くなり、天候に左右されにくくなった。ヨーロッパ各国は競ってフリントロック銃を軍用銃とした。フリントロック式は信頼性が高く、2世紀もの間使用され続け、その間様々な改良や試作が行われた。またフリントロック式の軍用銃には、歩兵用の長いマスケット銃、それよりやや短く軽量のドラグーン、騎兵用の短いカービン銃、片手で射撃できる小型のピストルなど用途別に様々なものが使用された。

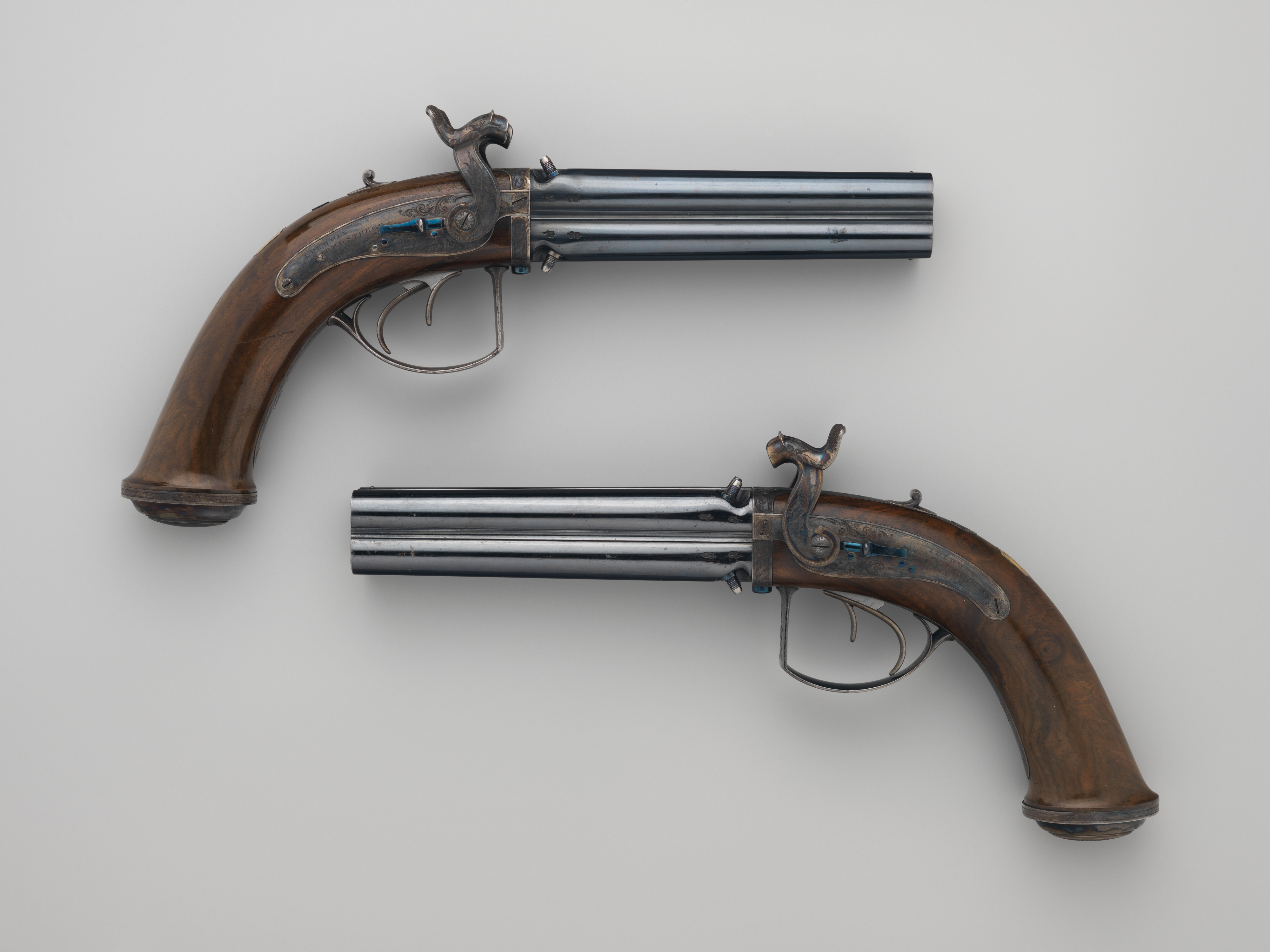
パーカッションロック式の拳銃

19世紀初頭にヨーロッパでパーカッションロック式（管打式・雷管式撃発装置）の発火方式が、フリントロックに代わるものとして開発された。これは水銀系の雷汞という火薬を発火に使用するものだった。フリントロックと違って、補助点火火薬の装填の必要もなく、発射後再装填がすばやく行え、空気中の湿気の銃身内の火薬の保護にも優れていた。18世紀中頃以降には、ヨーロッパ諸国は従来のフリントロックを改造した物か、パーカッションロック式を軍用銃として採用するようになった。
金属加工技術に優れるドイツでは、古くから銃身内に螺旋溝（ライフリング）を刻み、弾丸に回転を加えて命中精度を高めた「イェーガー・ブクセ（狩猟銃）」が狙撃兵に支給されていた。他のヨーロッパ諸国もパーカッションロック銃の時代になると、銃身内に螺旋溝を刻むようになり、命中精度が向上した。英語でマスケットと呼ばれていた歩兵用小銃がライフルと呼び変えられた語源はこれである。一方、騎兵用の短い銃は、単発銃の時代に発射後にフックで吊るして戦闘を続けたため、ドイツ語でフックを意味する「カラビナー」から英語でカービンと呼ばれるようになった。

### 近代から現代

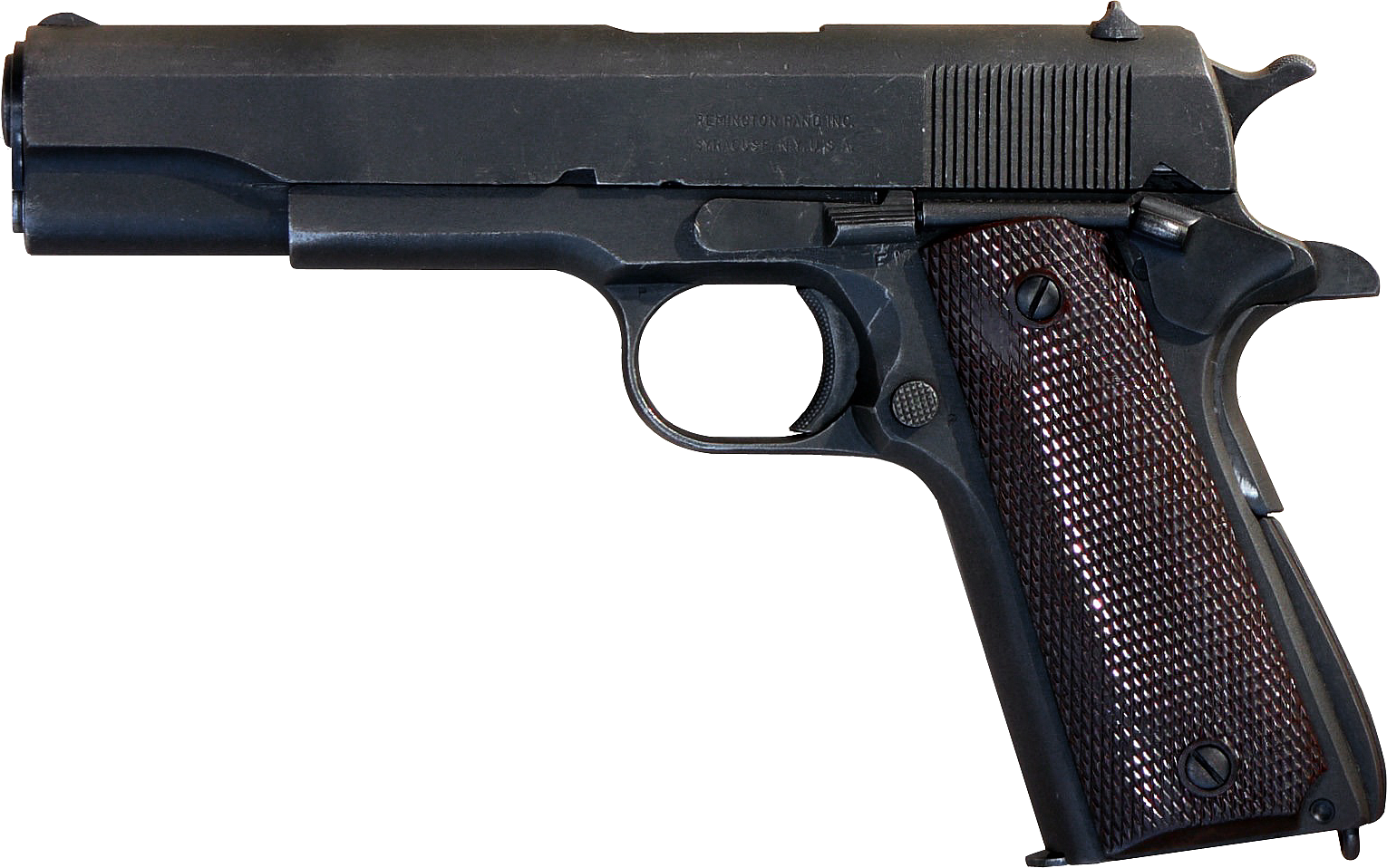
M1911

19世紀中頃までは、火薬と弾丸を槊丈という棒でもって銃口から装填する前装式（先込め式）が一般的だったが、これは再装填に時間を要し、その間無防備になってしまい、また不発弾の排除の手順が面倒という欠点があった。そのため18世紀の頃から弾薬を銃身の後ろから装填する後装式（元込め式）が、考案・製作されていたが、弾丸と発射薬をばらばらに装填するために発射ガスが後方から噴き出す欠点があった。そのため初期の後装式銃は、後方に噴き出す発射ガスを減らして射手が直接に吹きつけられることがないよう設計されていた。
後装式銃の画期となったのはドイツのドライゼ銃である。この銃は長い撃針を持ち、弾薬は弾丸と発射薬と雷管が紙で包まれて一体化されており、撃針が紙の包みを貫通して弾丸後端の雷管を突くことで発火させた。この銃が構造的に注目されたのは、ボルト（遊底）という円筒状の前後に動く可動部分を持っていたことであり、このボルトをすばやく動かすことで再装填できた。普仏戦争でこの銃が活躍したことで注目された。
19世紀には弾薬にも変化が現れた。従来の弾薬は、弾丸、発射薬、雷管とバラバラだったのが、新たに発明された弾薬は、薬莢（カートリッジ）とよばれる軟金属製のカップで一体化された。この薬莢によって後装式銃の製造は容易になった。特に1860年代にフランスやイギリスで軍用弾薬の高い圧力にも耐えられるセンターファイアー・カートリッジが開発されると以降はこれが弾薬の主流となり、現在に至るまで使用され続けている。弾薬の一体化で後装式単発銃のみならず、手動式の連発銃、自動的に弾薬を再装填する自動装填式銃（セミオートマチック・ライフル）、連続して射撃できる自動銃（オートマチック・ライフル、フルオートマチック・ライフル）、さらには機関銃（マシンガン）の製造も可能となっていく。
1871年に製品化されたドイツのマウザー・ボルトアクション方式小銃はドライゼ銃を改良したような構造で、薬莢を使用した後装式銃として最も特筆される製品となり、以降続々とその改良型が考案されて世界各国にコピーされ、第二次世界大戦が終わるまで各国の軍用銃の主流を占めた。日本でも1880年（明治13年）に初の国産ボルトアクション式小銃村田銃が登場して以降、国産小銃の開発が進められていった。
1884年にはフランスで無煙火薬が発明された。これにより発射煙で視界が妨げられることがなくなり、弾丸を高速で発射できるので、8ミリ程度の小さな弾丸口径で弾薬を軽量に製造することも可能となった。1886年にフランスは世界に先駆けて無煙火薬の口径8ミリ弾薬を軍用に採用。その後10年間に世界各国も採用し、弾薬を口径6.5から8ミリに小さくして軽量化させた。弾薬軽量化で自動銃の研究も進み、19世紀末には自動装填式拳銃（セミオートマチック・ピストル）や機関銃が実用化された。
第一次世界大戦では敵塹壕への突撃のために、射撃しながら前進できる空冷式で軽量の軽機関銃（ライトマシンガン）、拳銃弾を連発できて塹壕内で動きやすい小型サブマシンガン（マシンピストル・マシンカービン・機関短銃）も新兵器として登場した。また第一次世界大戦を契機として軍用銃器の中心であるボルトアクション小銃も命中精度よりも扱いやすさが重視されるようになり、110センチほどに短くなった。
第二次世界大戦中にはドイツがMG34機関銃やMG42機関銃などの、組み替えて防衛用・攻撃用に用途を変えられる汎用機関銃を使用。このような組み替えによって異なった用途に対応可能な兵器をシステムウェポンとよび、現代の機関銃はドイツのシステム機関銃の大きな影響のもとにある。また第二次世界大戦半ばからドイツはStG44 (突撃銃)というアサルトライフルを開発・使用。これは多くの弾薬が装填可能であり、全自動連射と半自動連射の選択が可能であり、高い敵制圧力があった。これをドイツ軍から鹵獲した各国でアサルトライフル研究が進み、戦後の1947年にはソ連がドイツの突撃銃を模したAK-47ライフル（カラシニコフ・オートマチック1947年型）を開発して配備。対抗して西側諸国でも軍用ライフルに突撃銃を採用するようになった。中でもアメリカがベトナム戦争中に採用したM16自動小銃は、5.56ミリ口径で重量12グラムの弾丸を1000メートル毎秒の高速で発射できる設計だった。
小口径高速弾は、従来の弾薬に比して極めて軽量であり、大量の弾薬を消費する現代戦に向いているため、現代の軍用銃のほとんどは類似の小口径高速弾薬を使用している。現代の軍用小銃は、全自動連射と半自動連射に切り替えることができ、一時に多数の小口径高速弾薬の装填が可能であり、軽合金やプラスチックを多用することで軽量小型化されている傾向にある。
現在、世界的に著名な銃器メーカーとしては、シグ・ザウエル（スイス）、ヘッケラー&コッホ（ドイツ）、スミス&ウェッソン（アメリカ）、コルト・ファイヤーアームズ（アメリカ）、スプリングフィールド・アーモリー（アメリカ）、FNハースタル（ベルギー）、スターム・ルガー（アメリカ）、バレット・ファイアーアームズ（アメリカ）、ベレッタ（イタリア）、ブローニング・アームズ（アメリカ）、グロック（オーストリア）、レミントン（アメリカ）、チェスカー・ズブロヨフカ・ウヘルスキブロッド（チェコ）、ベネリ（イタリア）、ワルサー（ドイツ）、イスラエル・ウェポン・インダストリーズ（イスラエル）、アーマライト（アメリカ）、トーラス・アームズ（ブラジル）、カラシニコフ（ロシア）、マグナムリサーチ（アメリカ）、シュタイヤー・マンリヒャー（オーストリア）などがある。日本の銃器メーカーとして著名なのは、戦前から陸軍向けの国産小銃製造を担い、戦後も自衛隊向けの国産小銃製造にあたっている豊和工業、自衛隊や警察向けの拳銃を製造しているミネベアミツミ、自衛隊の機関銃を製造している住友重機械工業、猟銃の製造にあたるミロクなどがある。しかし日本では銃の取り扱いの厳しさから国内市場が極めて小さく、また防衛装備移転3原則により海外輸出も制約されるため銃器の独自の製造や発展は難しい状況にある。2021年には住友重機械工業が採算が取れないことを理由に自衛隊向け機関銃事業から撤退するなど、銃器の国内製造維持を図りたい日本政府は頭を悩ましている。

## 銃の分類
銃は種々の基準によって分類することができるが、ここでは現代銃を中心に、形態による分類を示す。

### 拳銃（ハンドガン、短銃、ピストル）

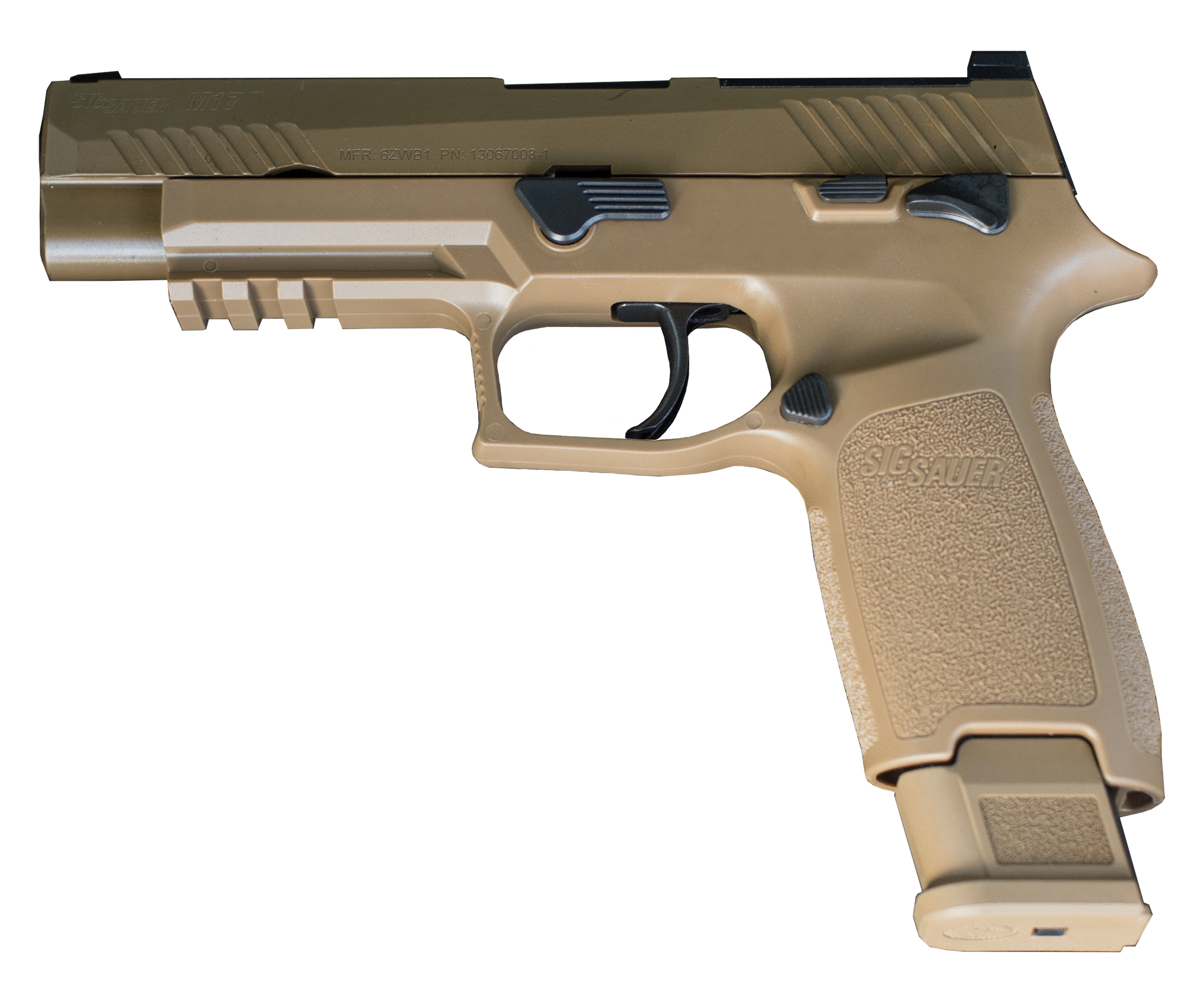
P320

片手で持って携帯できる小型の銃。
- 回転式拳銃

（リボルバー）弾丸を環状に並べた回転弾倉（シリンダー）に収め、それが回転することで次弾が送りこまれる拳銃。機構が単純なため動作不良が起きにくく、操作が簡単で安全性も高いが回転弾倉（シリンダー）の大きさに限界があるため一般的には6発までしか装填できない。しかし.22LRのような小口径の場合には10発装填できるものも存在する。また装填に時間がかかるのも欠点とされる。クリップあるいはスピードローダーと呼ばれる装填用部品（装填用機器）が改良され、装填速度は改善されたが、それでも自動式拳銃と比較すると大きな差がある。

- 自動式拳銃（オートマチック）

多数の弾丸を詰めたマガジンを備え、発射の反動またはガス圧によって自動的に次弾が薬室に装填され、撃鉄が起こされる。リボルバーに比べて装弾数が多く、口径やマガジンの構造にもよるが、シングルカラムで7発前後、ダブルカラムで15発前後程度が標準的。マガジンは素早く交換できるため、持続的に発射できる。フルオートで発射できないものは、正確には半自動式拳銃と表現することになるが、ハンドガンでフルオート機構をもつものはほとんどない。フルオート機構をもつものはマシンピストルとも呼ばれる。

- 多銃身式拳銃（ペッパーボックスピストル）

別個の弾倉を持たず、1発ずつが装填された銃身を複数束ねたもの。単発式から連発式の過渡期に一部見られたもので、現代ではほとんど存在しない。

- 単発式拳銃、またはデリンジャー

銃身が単裝、または連装の小型拳銃。発砲は銃身の本数分に限られる。実包式以前のスタンダードな形式だが、現在では護身用か競技用としての用途にしか使われない。

### 小銃（ライフル銃）

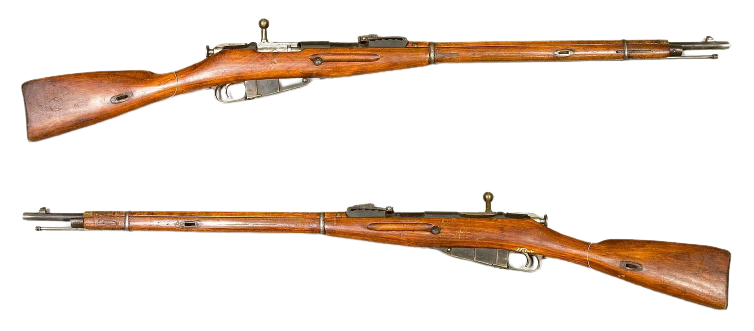
モシンナガン

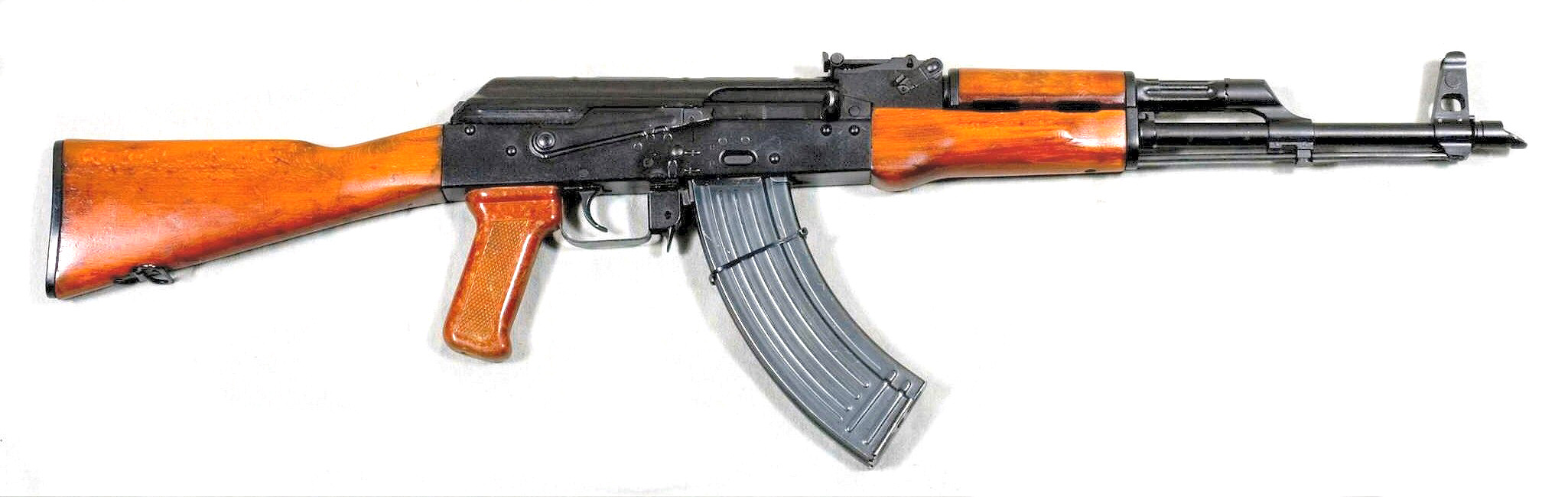
AKM

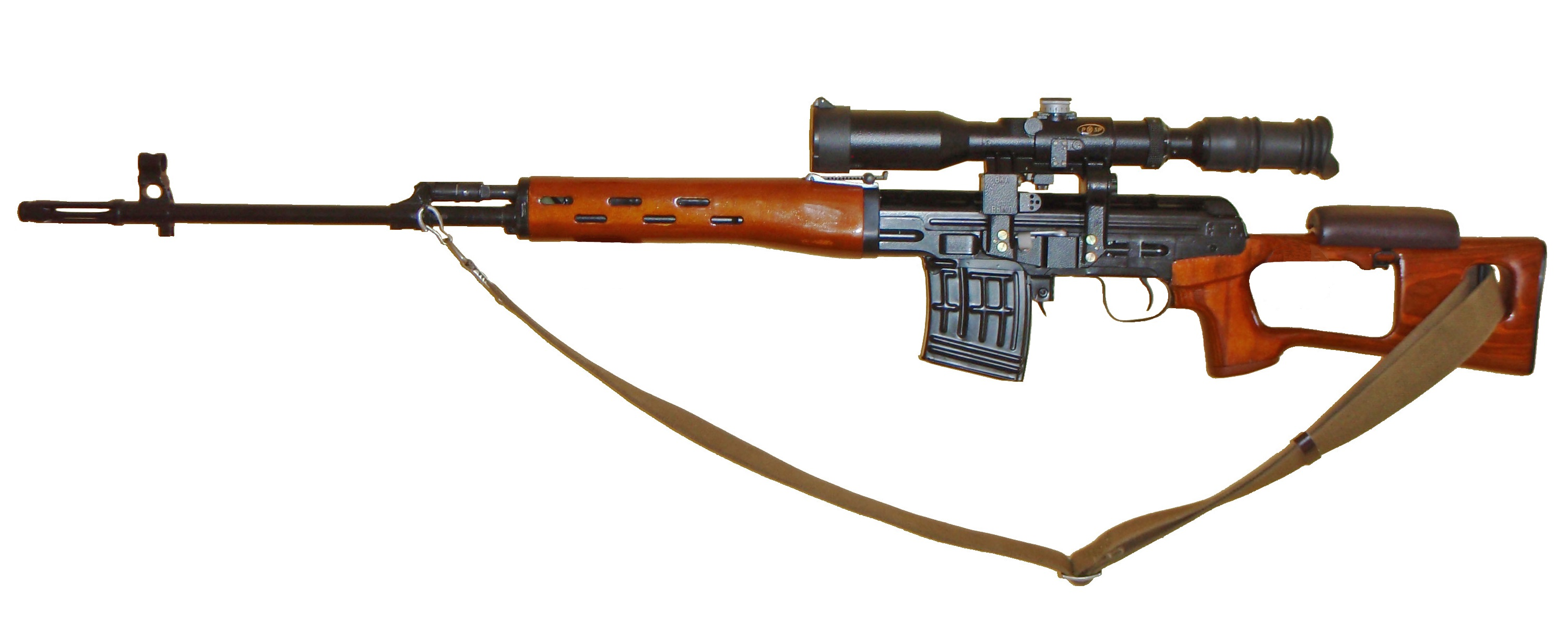
SVD

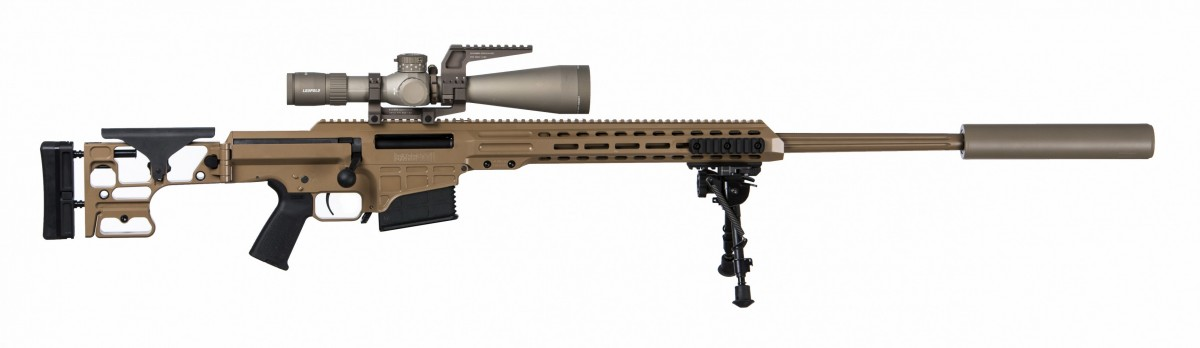
MK 22 PSR

施条銃。長い銃身を備えた銃で、威力・精度ともに拳銃をはるかに凌駕する。ライフルとは本来、銃身内に施された腔線（ライフリング）を意味しており、これは螺旋状の浅い溝で、銃身内で加速される弾丸に回転運動を加え、弾軸の安定を図り直進性を高める目的で施されている。
- 手動式ライフル

ガス圧や反動などの外部動力を利用せず、全ての動作を手動で行うライフル。
スナイドル銃などの古典的な単発銃。連装で中折れ式のエレファントガン。スライドアクション式やリボルリングライフル。ウィンチェスターに代表されるレバーアクション式などがあるが、一番スタンダードなのはボルトアクション式ライフルで、代表的な物に1889年にGew88として採用されたドイツのモーゼル式が有名である。イギリスのメトフォード式、またスイスのシュミット・ルビンのように直動式ボルトアクションのような変種もある。
- アサルトライフル

突撃用の銃。中距離射撃に向く。一発撃つと次弾が自動的に装填されるセミオート、次々に弾丸が発射され続けるフルオートあるいはバースト（制限点射）の切り替えが可能なライフル。
アサルトライフルの概念は、第二次大戦中のドイツで開発されたStG44で確立され、東側で同様のコンセプトでソビエトが開発したAK-47シリーズが第二次大戦後に広まり、現在では軍用小銃の多くを占める。
第二次大戦後の西側では当初FN FALやM14のような、フル規格の7.62x51mm NATO弾を用いていた（これらはバトルライフルとして区別されることもある）。しかし、これらはフルオートでは反動の制御が難く、米軍のM16を筆頭に反動が軽いライフル弾と拳銃弾の中間的サイズの短実包（中間弾薬）を用いる銃に移っている。
フルオートでの弾薬消費が激しいことから、一回引き金を引くと自動的に三発または二発までしか発射できないバーストという機能を備えた銃もある。自衛隊では89式小銃で採用したが20式小銃ではやめている。
- 騎兵銃（カービン銃）

元々は騎乗での使用を想定し、歩兵用小銃より短い銃身を備えた小銃のことである。ここから転じて、現在ではおおむね「小型のライフル」を意味する語となり、また短縮化したアサルトライフルの派生種はアサルトカービンなどとも呼ばれるが、一概にカービンと略される。
米軍のM1カービン、M4カービン、ドイツのKar98kなど。
- 狙撃銃（スナイパーライフル）

狙撃に特化した銃。テレスコピックサイトを装備し、一部の弾薬を使用するものは1000メートル先まで正確に狙撃する事が可能。
レミントンM700が有名であるが、これは特に狙撃銃として特別に設計された物でなく、元は狩猟用ライフルで同様に精度の高い銃身の追加、二脚架やスコープの設置で狙撃銃に仕上げられた銃も多い。一方、最初から狙撃銃として設計された銃もあり、軍用としてはL96A1やドラグノフ狙撃銃が挙げられる。精密射撃が要求される競技用ライフルからの転用も多い。
過去から現在まで構造上セミオートマチック方式よりも精度で勝るボルトアクション方式が多く採用されてきたが、近年ではセミオートマチックでもボルトアクション並の精度を発揮できる狙撃銃も存在する。代表例としてはSR-25、PSG-1等があげられる。
銃本体にスコープ、二脚架、クリーニングキット、ケースなど附属装備品をセットにした「狙撃システム」としての提供もある。レミントンではM700を改造し他社のパーツと組み合わせたM24 SWSを軍隊向けに販売している。
- 対戦車ライフル・対物ライフル

戦車や装甲車と言った防弾仕様車両などの戦闘車両のうち、比較的装甲の薄い部分へ狙撃を目的として開発された大口径の銃。イギリスのボーイズ対戦車ライフルや旧ソ連シモノフPTRS1941等がある。第二次世界大戦において戦車の防御力が急激な進化を遂げた事や、成形炸薬弾を撃ち出す無反動砲やロケット発射機が実用化されたため活躍の機会を失ったものの、非装甲目標や防弾ガラス等に対する有効性や、弾丸の質量が大きい事による弾道の直進性が高いことが見直され、狙撃銃の一種としてアメリカのバレットM82など、対物ライフルとして採用されている。

### 散弾銃（ショットガン）

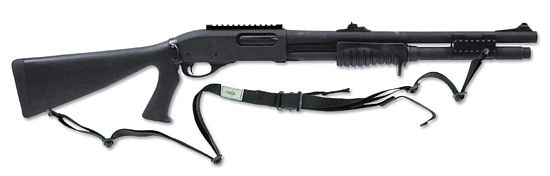
レミントンM870

ライフリングのない滑腔銃身で有効射程は短いが、大口径で威力が大きいカートリッジを扱うことができる銃。
もとは小さい弾丸が多数入ったカートリッジで散弾を発射するものだったが、散弾と同じサイズのカートリッジを利用して様々な弾体を撃ち出せるようになった。
大きな1発の弾を撃ち出すスラッグ弾と呼ばれるカートリッジや、非殺傷目的のゴム弾・ビーンバッグ弾など、様々なカートリッジが存在する。クレー射撃のようなスポーツ用や、狩猟用、警察用（暴徒鎮圧銃）や軍用などにわかれる。近年では近距離戦での有効性が認められ警察用と軍用で発展が著しく、フルオート/セミオートマチックで射撃できる物もある。基本的にライフルサイズであるが、拳銃サイズで使用できるものも存在する。スパス12、M870などが有名。

### 機関銃（マシンガン）

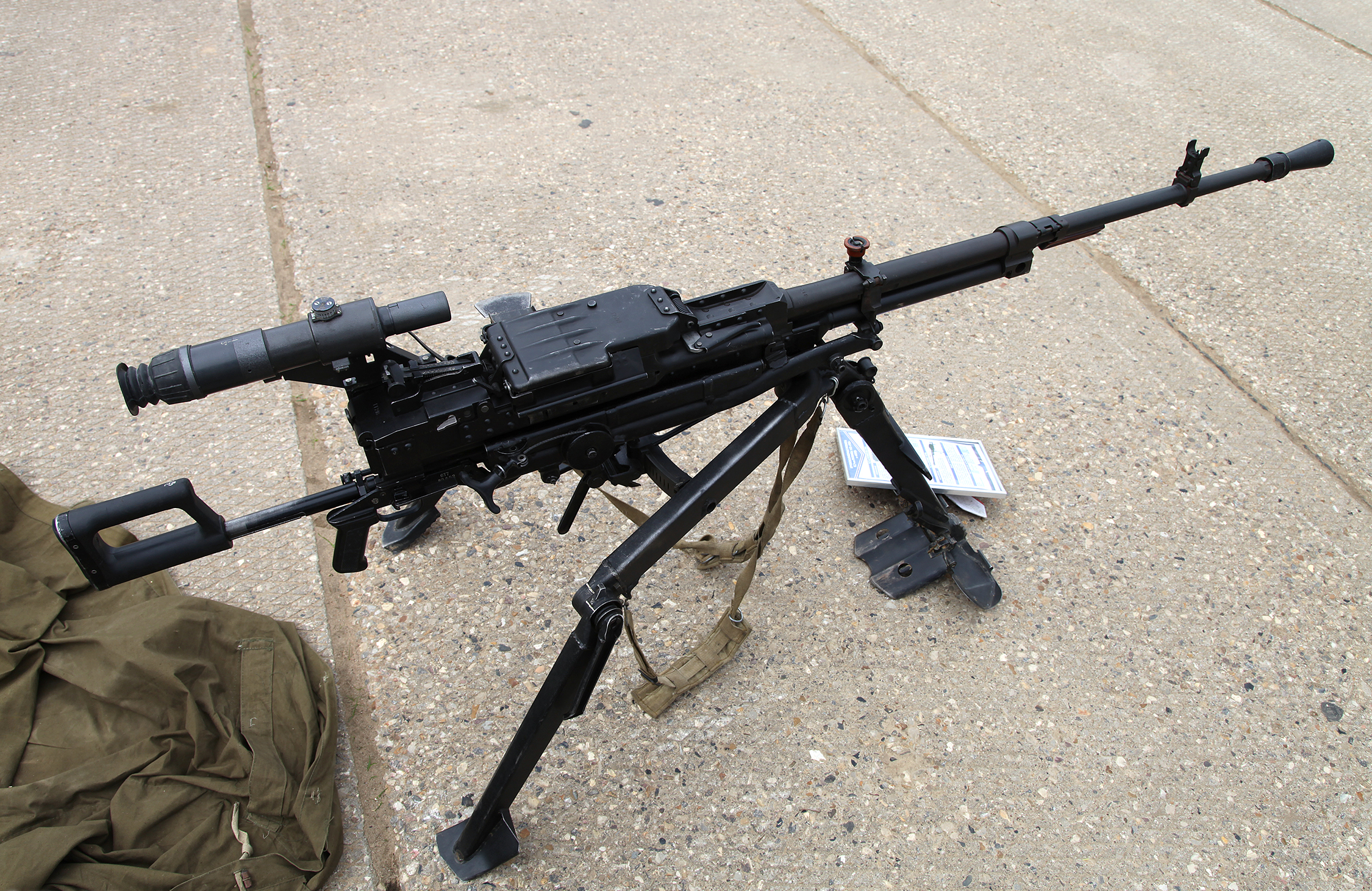
NSV重機関銃

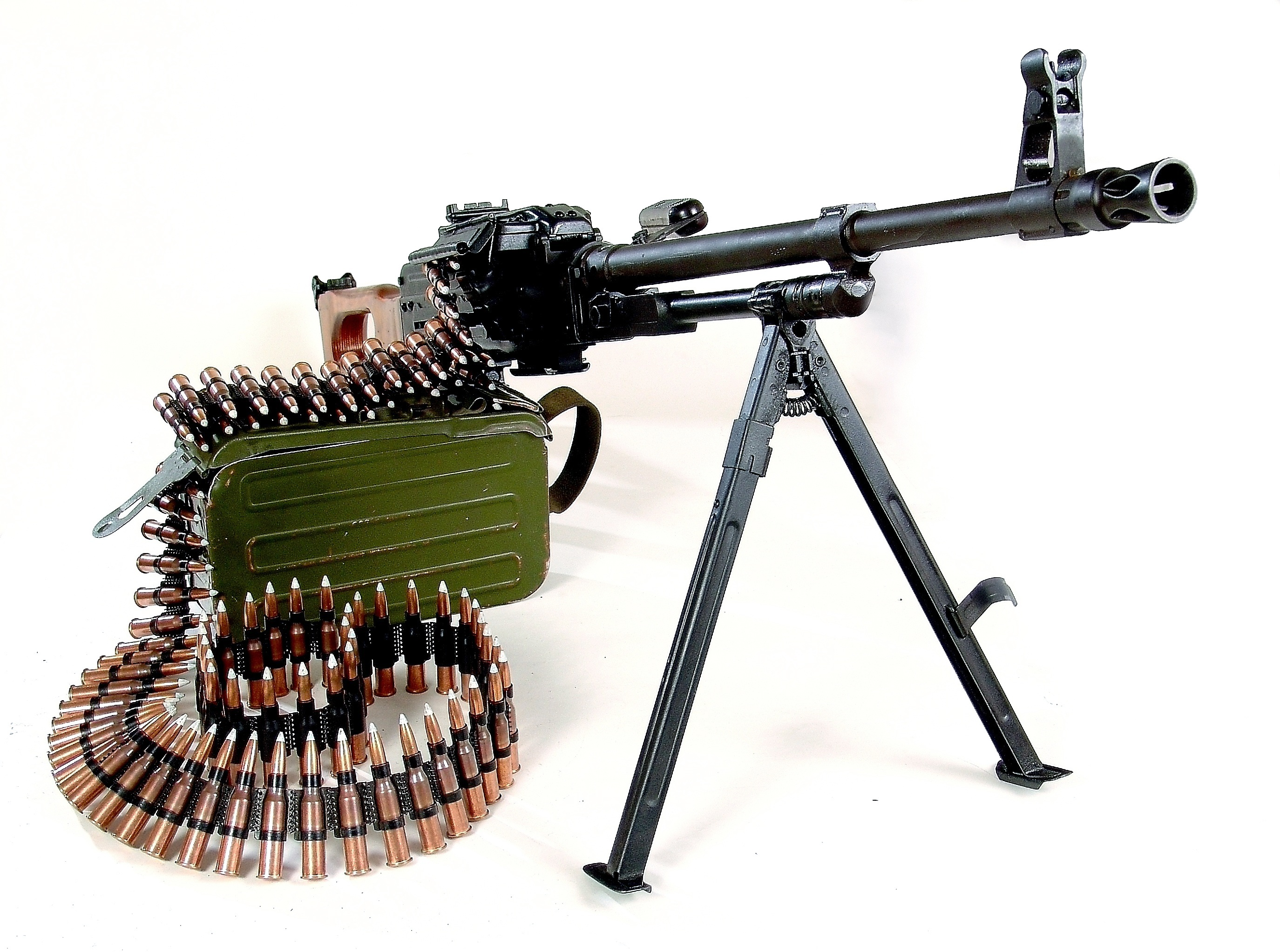
PK汎用機関銃

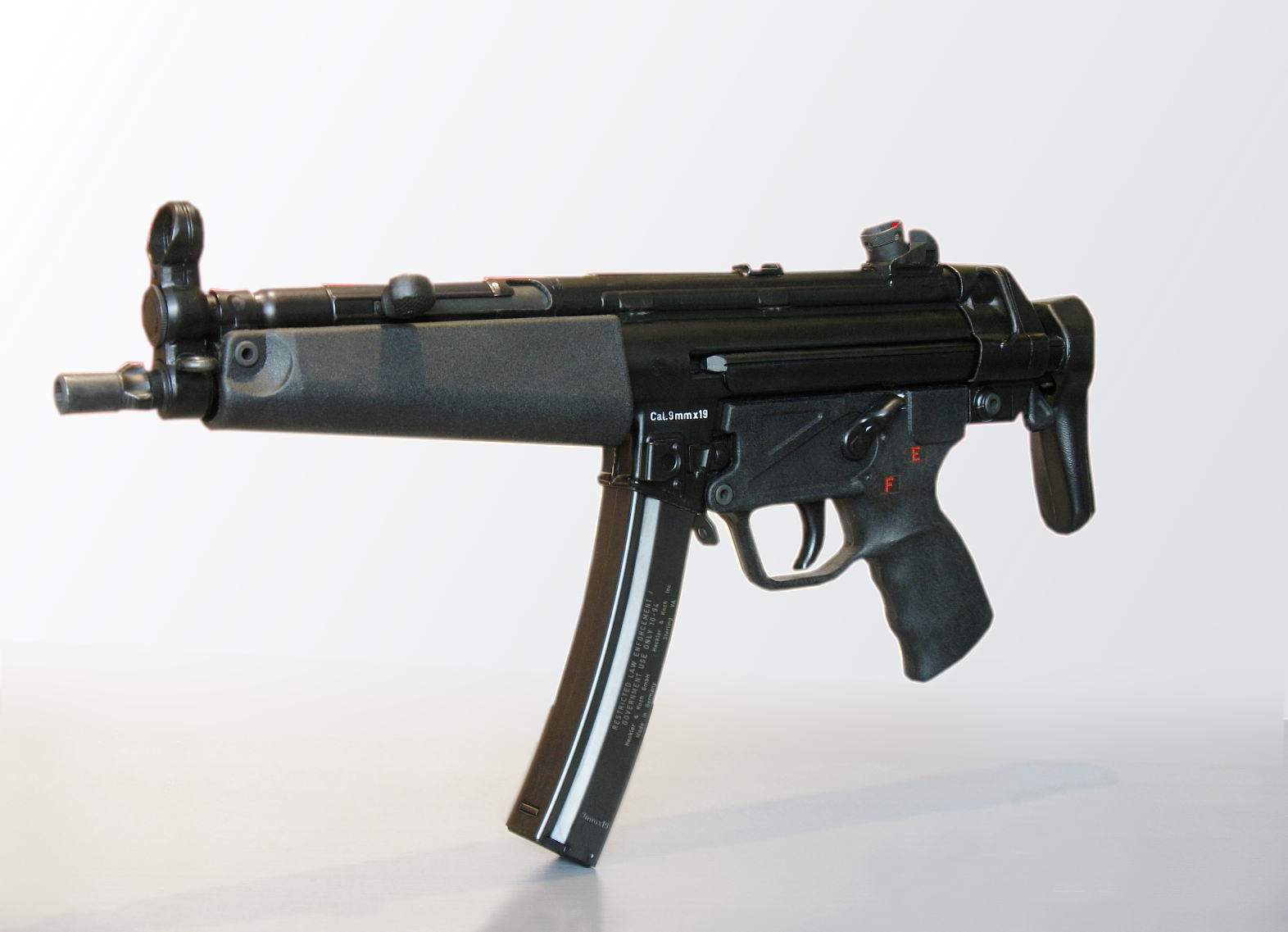
H&K MP5

連射を目的とした銃。機構によって反動利用のものとガス圧利用のものに大別される。
現在の主要機関銃とは構造が違うが銃を連射するために考案された初期の案である、ガトリングガンやミトラィユーズ、ノルデンフェルト式機銃にコーヒーミル・ガンなどの手動式連射火器も機関銃に類別される場合がある。
- 重機関銃（ヘビーマシンガン）

固定陣地、車両搭載機関銃として、堅牢で持続発射ができる機関銃。ただし重いため、運搬には2-3人を要する。
米軍・自衛隊のブローニングM2重機関銃、ソ連のZPU-1重機関銃など、正確には口径14.5mmから12.7mmサイズの大口径弾を使う銃を指し、通常の小銃弾を使う重機関銃は中機関銃（ミドルマシンガン）として区別されることもある。マキシム機関銃や旧日本軍の九二式重機関銃などはこちらへ分類される。
- 軽機関銃（ライトマシンガン）

重機関銃の「重量があり素早く陣地転換できない」問題を解消するため軽量化を施した機関銃で、1人で運搬できるようにしたもの。堅牢性や持続発射能力などは重機関銃に劣る。ルイス軽機関銃、ZB26、RPD軽機関銃などがあるが、近年は汎用機関銃や分隊支援火器にその地位が移行しつつある。
- 汎用機関銃

銃架を交換することで、重機関銃と軽機関銃両方の用途を併せ持たせた火器。ドイツのMG34が嚆矢とされる。ベルト給弾式のために銃手の他に、射撃にはなるべく弾薬ベルトを補佐して給弾を手伝う装填手が必要になる。威力重視のため、アサルトライフルの使用する小口径弾を使わず、フル規格の小銃弾を用いている。M60機関銃、ラインメタルMG3、PKM機関銃などがある。
- 分隊支援火器

軽機関銃から発展した銃で、装填手の補助なしで1人で完全に携帯・操作が可能な火器。こちらも射撃持続性は重機関銃には劣る。嚆矢は米軍のブローニングM1918。分隊と行動を共にする性質上、補給の観点から歩兵用の小口径弾と弾薬は共通である。現在ではミニミ軽機関銃、RPK軽機関銃などがある。一般のライフルマンが扱うアサルトライフルと比較すると、あまり高くない射撃精度や交戦相手から見て目立ちやすいデザインなどの欠点があり、それらを克服するため最近はM27 IARなどのアサルトライフルとさほど変わらない見た目をしたものも登場している。
- 短機関銃（サブマシンガン）

拳銃弾などを発射する小型の機関銃。威力と射程に劣るが、小型軽量で素早い運用ができる。第一次世界大戦時下のドイツが、このメリットを塹壕戦に用い効果を上げた。世界各国はサブマシンガンを妥協の産物としメリットを見出せなかったが、冬戦争においてフィンランドのスオミ KP/-31が戦果を上げて以来は各軍で活躍し、アメリカのトンプソンやソビエトのPPSh-41等が知られる。1970年代以降はアサルトライフルのメカニズムを取り入れ、高性能の銃に発展している。
- パーソナルディフェンスウェポン/PDW

ボディアーマー（防弾チョッキ）を貫通できる威力と小型軽量さを両立させた、新しい概念の銃。ピストル弾を使用するサブマシンガンは近年の市街戦に最適だが、近年では一端のテロリストや非正規軍にもピストル弾程度なら防げるバリスティックアーマーが普及しており殺傷が困難となっているので、それを克服するため開発された。本来は「Personal Defence Weapon(個人用防衛火器)」の名の通り後方部隊のために開発された『ライフル弾のようにボディアーマーを貫通するに充分な貫通力、サブマシンガンの小型軽量さを兼ね備えた銃器』というコンセプトの銃だが、在ペルー日本大使公邸占拠事件でFN社製のPDWが使用されたことを皮切りに、西側諸国の特殊部隊でPDWの採用例がある。ピストル弾ではなく小銃弾をスケールダウンした新開発の弾丸を使用する傾向があり、使用する弾丸の種類が増えることは補給上好ましくないので現在では広い採用に至っておらず、特殊部隊や民間軍事会社の一部が採用しているにとどまっている。P90など。

### 擲弾銃（グレネードランチャー）

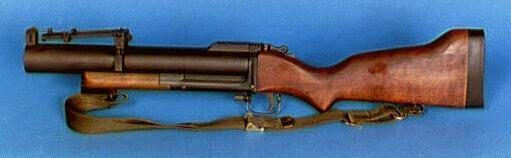
M79 グレネードランチャー

手榴弾程度の大口径榴弾を射出する銃。擲弾発射筒ともいう。
米軍のM79 40mmグレネードランチャーなど（20mm以上の口径を持つ火器は「銃」でなく「砲」と称するのが普通だが、グレネードランチャーは例外的に砲でなく銃に分類される）。

### システム・ウェポン
一部の部品交換により用途の変更が可能な銃。ストーナー63が有名。
弾丸を発射する機関部分を共通化し、分隊支援火器、小銃、カービン銃、狙撃銃などの役割を1つの銃器で担わせるコンセプト。さまざまな状況に対応できるため、次世代の軍用銃と言われている。
民間向けとしてはトンプソン・コンテンダーのように、銃身を交換することで様々な弾を利用できる製品も販売されているが、趣味的な要素が強い。

### 射撃競技用の銃

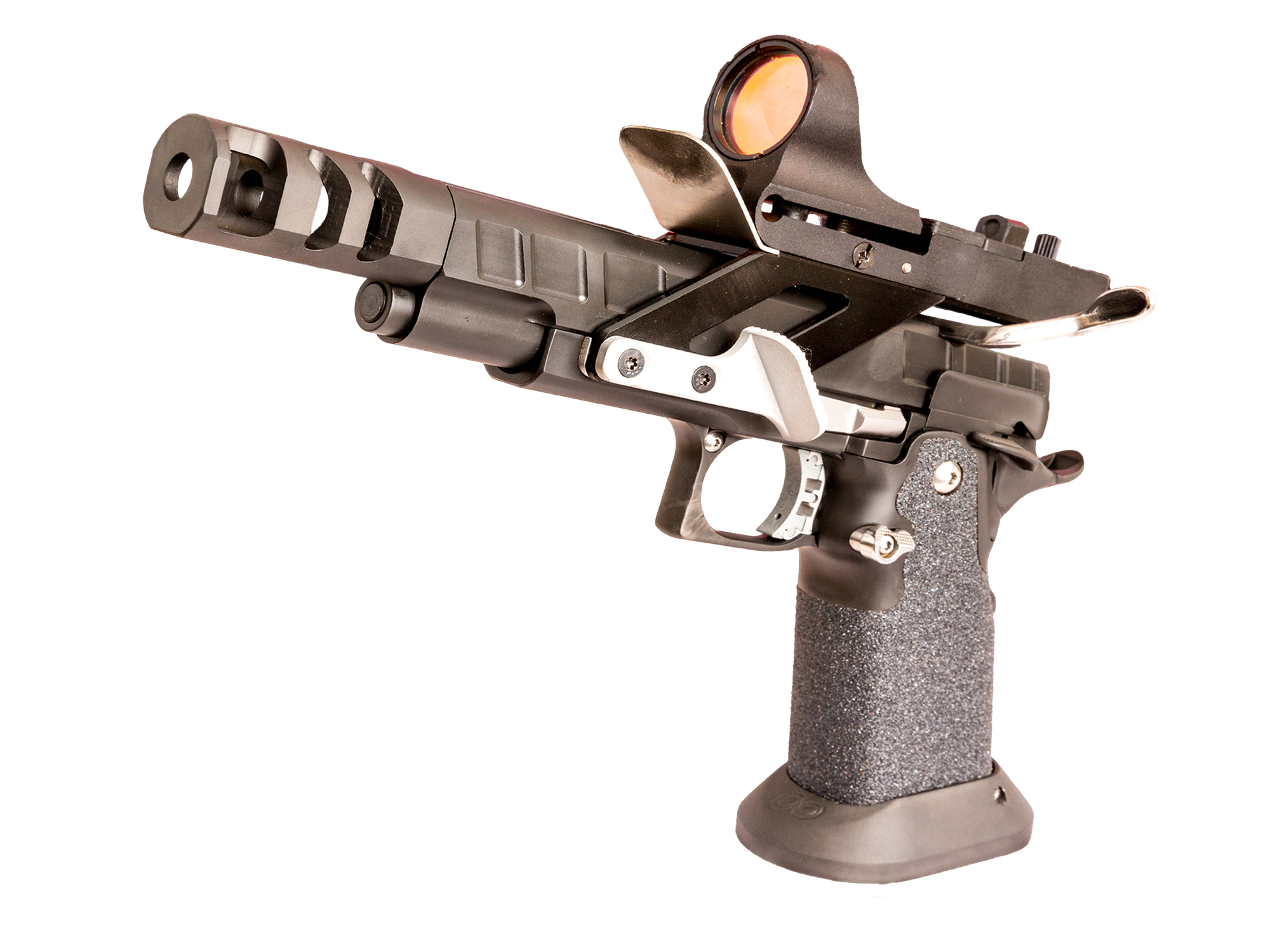
競技向きに改造された自動拳銃

射撃競技に用いるための銃。
拳銃、小銃、散弾銃、空気銃が存在する。公平性を保つため、種目ごとに口径や形状、重量等について詳細な規定がある。特に標的競技では、命中精度や競技での射撃に特化するため射手に合わせた多くの調整機能を持つ等、特徴的な外観をもつ。

### 儀仗用
実戦ではなく栄誉礼などの式典に用いるための銃。
現代の銃器は合金や合成樹脂などをつや消しの黒色に迷彩色塗装した実用性の高い設計であるが、式典の際には見栄えが重視されるため、現用ライフル以外の専用銃器を用意する軍もある。
多くの国では銃床が木製の旧式銃から状態が良い物を選別し転用している場合が多い。自衛隊のように新規設計された儀仗用のライフルを配備する場合もある。
M1ガーランドのような弾倉や照準器等が突出せず木製部品が使われるライフルや、ボルトアクションライフル、装飾が施されたマスケット銃など歴史的な銃器が好まれる。イスラム圏や旧共産圏では、銃本体に彫金を施したり、金銀のメッキを塗布するなどの豪華な装飾も行われている。取り付ける銃剣も彫金やメッキを使用した専用品を使うことがある。

### 訓練用
実戦ではなく訓練に用いるための銃。
操銃（銃の構え方）、捧げ銃、銃剣術の指導など、発砲を伴わない訓練に実銃を使うのは機構を破損する危険があり配備コストもかかるため、「ラバーダック」と呼ばれるラバーガンのような形状を大まかに模した無可動実銃や木材で大まかな形を模した器具を使うことが多い。ラバーダックは実銃と区別するため全体が赤や青に塗装されている。銃剣術の訓練や銃剣道では木の棒の片側がライフルのストック形に加工された『木銃』が現代でも使われている。
射撃を伴う訓練の場合は実銃を使うことになるが、誤射による被害を防ぐためゴム弾を使うこともある。またSIG 522LRのように配備されている銃（SIG SG550）と操作は同一であるが、より反動が少ない小口径の弾丸を使う訓練用銃も登場している。
射撃を伴う訓練であってもCQBなど暴発の危険が高まる訓練では、実銃の外観を再現したエアソフトガンを使う軍もある。
自衛隊では東京マルイが製造した89式小銃型の電動ガンをCQB訓練用教材として利用している。

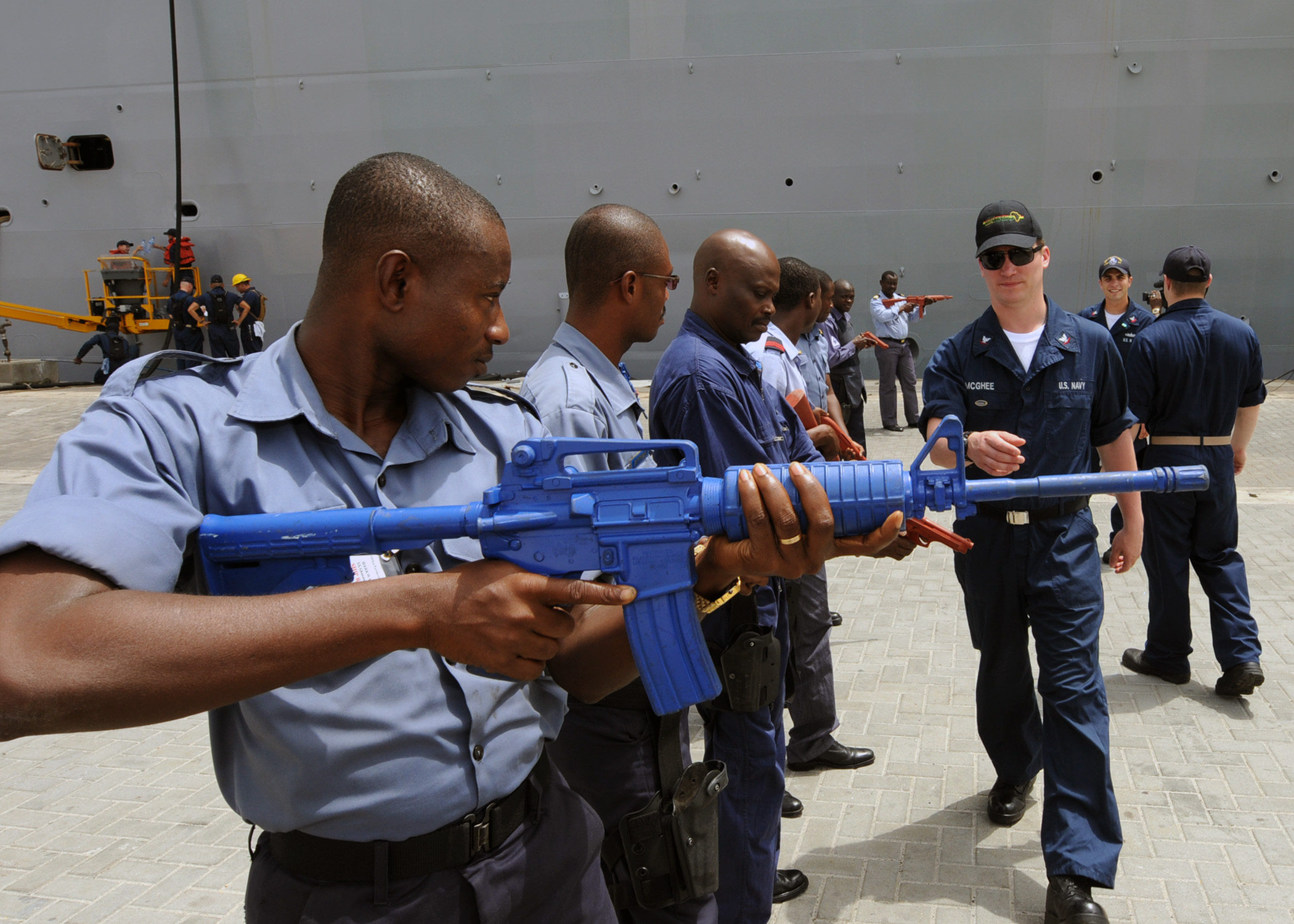
ラバーダックを使用した操銃訓練
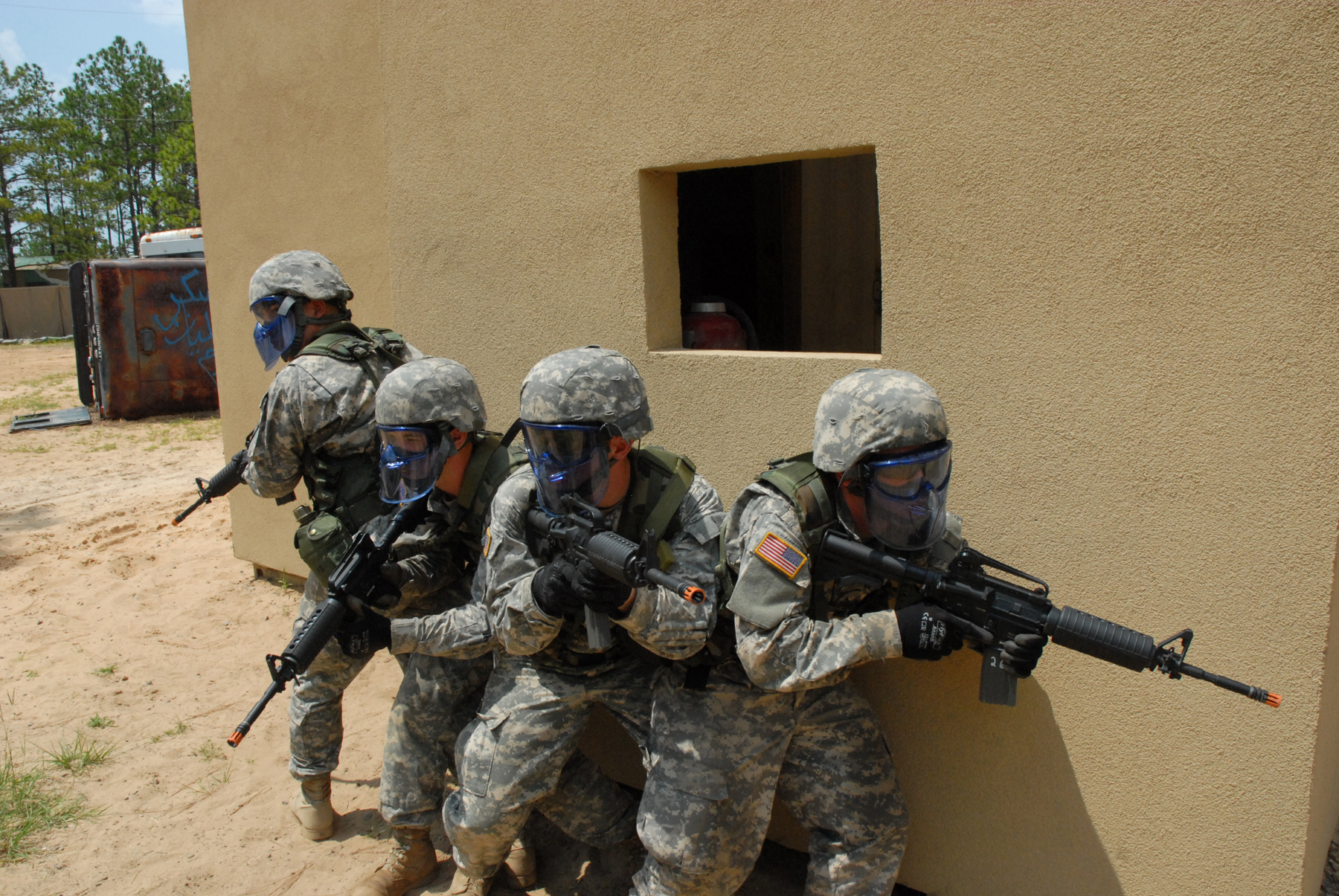
エアソフトガンを使用した建物への突入訓練
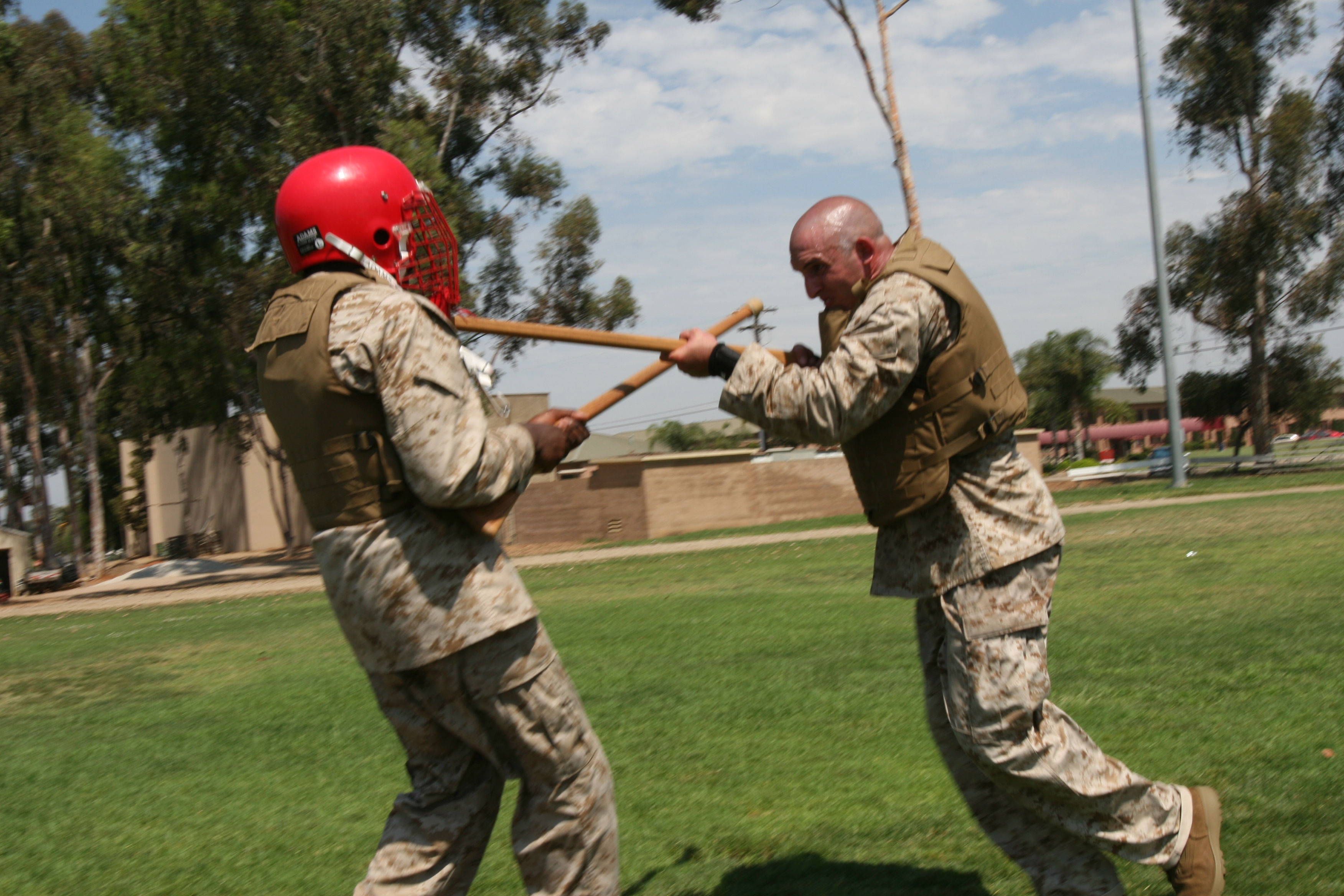
木銃を使った銃剣術の訓練
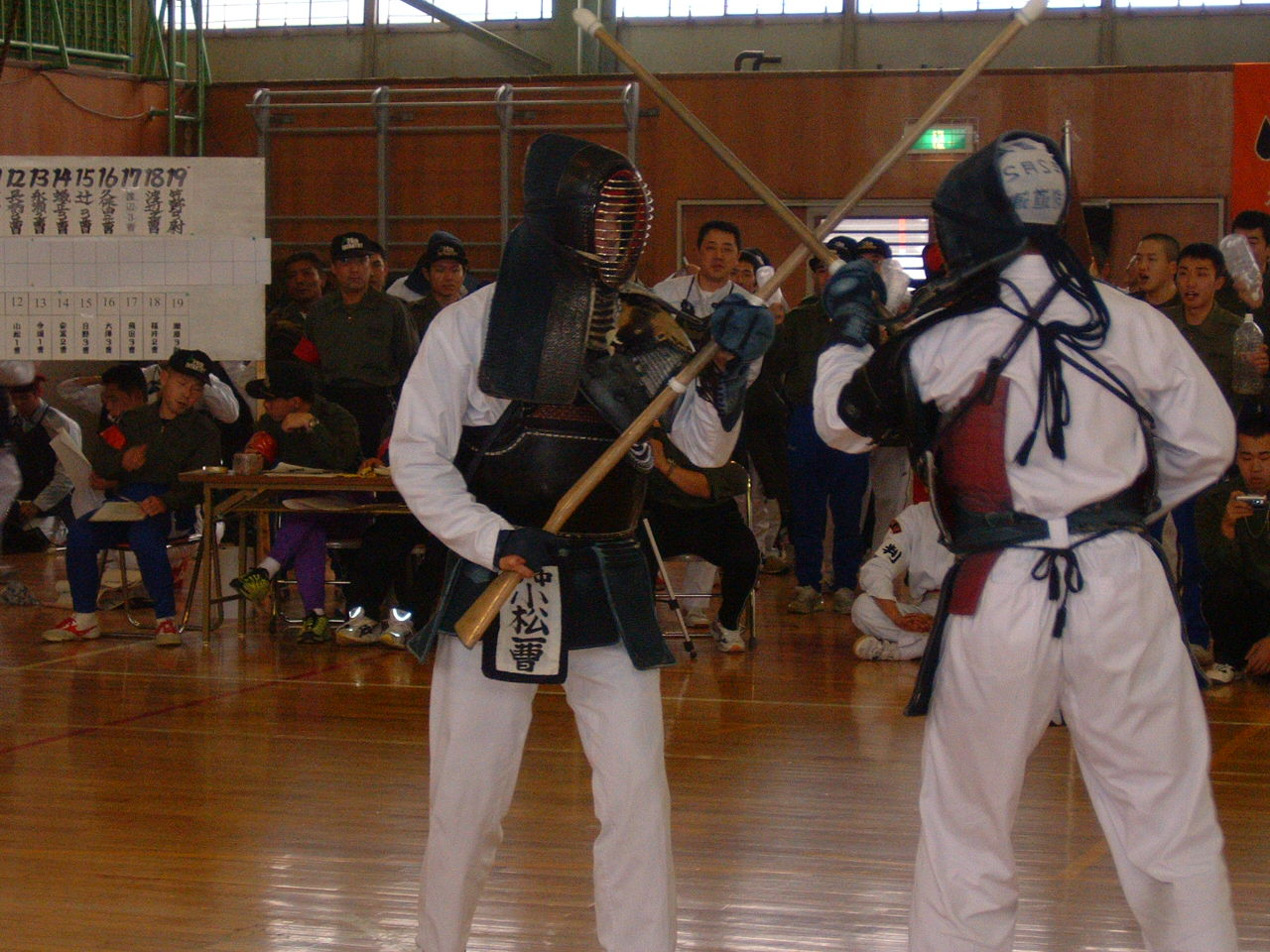
銃剣道用の木銃

### 産業用銃砲
索発射銃、麻酔銃、建築用の鋲打機など武器として以外の用途に使う銃器は「産業用銃砲」と呼ばれる。

## 銃の基本操作
現代の銃器の基本的な操作と挙動は以下の通り。用語については次項を参照。
1. 薬室に実包を装填する。
2. 照準を合わす。銃を構え、付属の照準器、眼鏡等の照準具を用いるなどし、狙いを定める。
3. 引金を引き、撃発。それによって撃鉄が落ち、撃針を押し出して、薬莢底部の雷管を叩く。
4. 発射。薬莢内の火薬が急速に燃焼し、その燃焼ガスによって弾丸が押し出され、銃口から飛び出す。
5. 弾着。弾の運動エネルギーにより、目標物を損傷、破壊する。

## 銃の整備

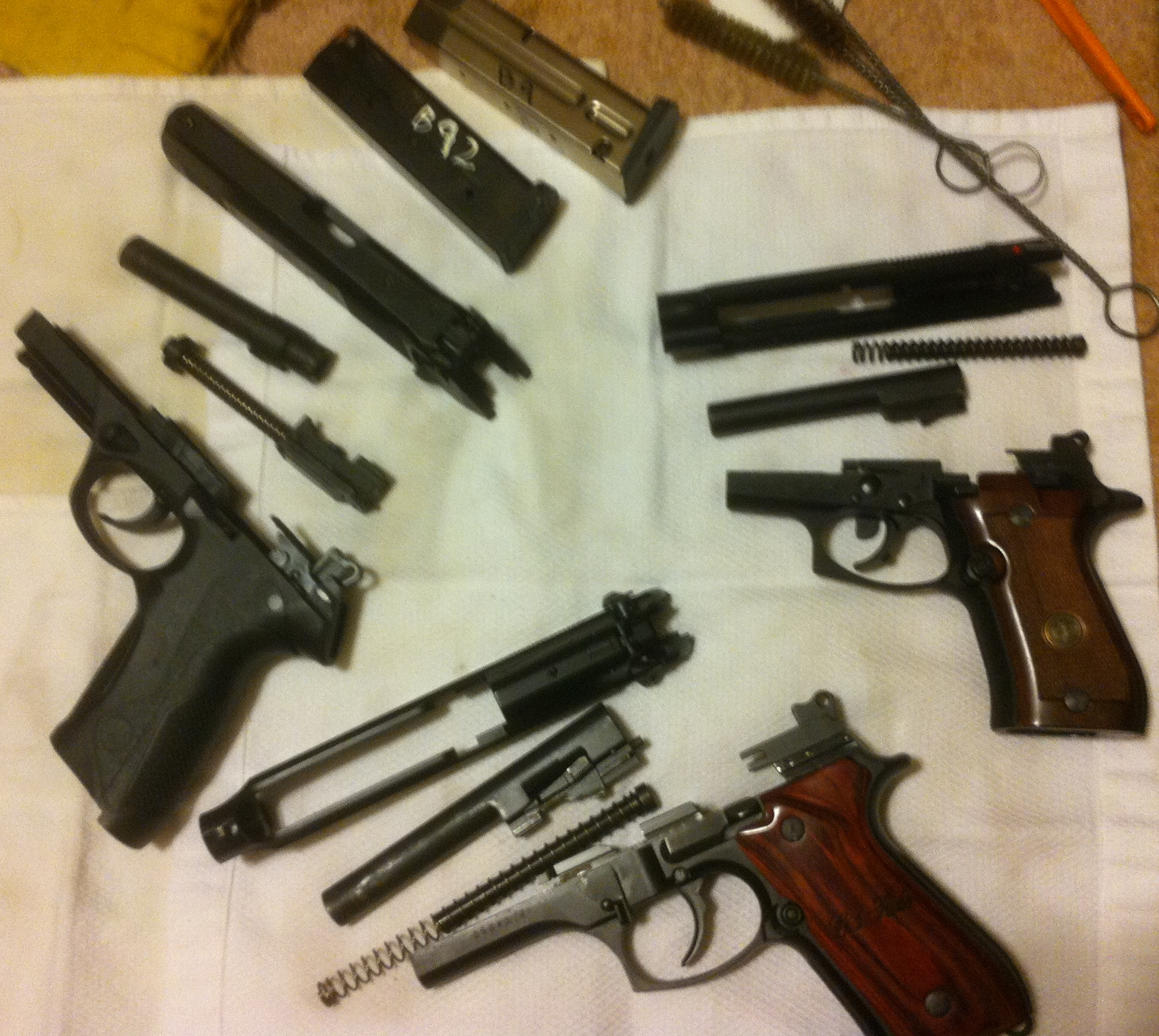
フィールドストリップ（＝分解）してクリーニング中の自動式拳銃、ベレッタ84F、ベレッタ92F、ベレッタPx4

銃は、定期的に整備・分解・掃除して使う。火薬が燃焼した汚れが次第に蓄積し、やがて動作不良を起こす可能性が高くなる。整備せずに使い続けると弾丸の「つまり」を引き起こしたり、暴発を引き起こすことがある。
最低限の分解・清掃は、ひとつひとつの銃の所有者自身ができるべきとと考えられている。軍隊などでも、兵士に銃の訓練をする段階では、銃の撃ち方だけでなく整備の方法も教えることが一般的である。「ガンスミス」と呼ばれる銃の整備士に依頼する方法もある。

## 銃の用語

### 銃の各部
- 銃身（バレル） - 発射された銃弾が通る管状の部品。腔綫（ライフリング）が施される物が多い。また弾倉回転式（リボルバー）のものは、銃身とシリンダーの間には少しだけ隙間がある（鉛などの弾丸を使用したときに削れてしまい、全弾撃ち終る前にシリンダーが銃身との間の鉛のくずで動かなくなってしまうのを防ぐため。）この隙間を、シリンダーギャップと呼び、大きければ大きいほど銃口初速が低下する。
  - 銃口（マズル） - 銃身の筒先で、銃弾が飛び出す部分。反動を軽減するために穴を空けたものを銃口制退器（マズルブレーキ）と呼び、発砲炎を消すため、または少なくさせるためのものを銃口消炎器（フラッシュサプレッサー）と呼ぶ。
  - 腔綫（ライフリング） - 銃身の腔内に施される、螺旋状の溝。銃弾を回転させ、精度を増す作用を持つ（ジャイロ効果）。
- 薬室（チェンバー、チャンバーなど） - 遊筒により運ばれた銃弾が詰められる部分で、銃身の後端にあたる。銃身よりも直径が大きく薬莢の厚さくらい広く作られている。この直径と薬莢の直径の差をチェンバーギャップという。弾倉回転式銃ではシリンダー内の実包が収まる部分を言う。
- 遊筒（ボルト） - 薬室の後ろにある可動部品で、機械的構造や強力なスプリングで銃身後端や機関部と組合わさり高圧に耐える閉鎖機構を構成する。銃弾を装填したり、排出する機構を兼ねていることが多い。
- 照準具（サイト） - 照準をつけるための部品。照準具のうち、銃の前方にあるものを照星（フロントサイト）、後方にあるものを照門（リアサイト）という。クレー射撃などに用いられる散弾銃には照門が存在せず、銃身上の平面部と射手の目がその代わりとなる。
- 二脚（バイポッド） - 銃を地面などにつけて支えるための脚で、二脚のもの。三脚のものは、トライポッドと呼ばれる。軽機関銃でよく用いられる。一部ではスタンドとも言う｡
- 弾倉（マガジン） - 銃内部に銃弾を収める部品。一般的に箱状で交換ができる。この交換する動作を装弾というが、リロードと呼ぶ場合がある（本来は薬莢に雷管・火薬・弾頭などを再び込めなおし、実包にすること）。
- 機関部（レシーバー）- 銃の本体部分。拳銃ではフレームとも呼ぶ。
- 遊底 - 遊筒を支える部品。機関部と噛み合って前後に動く。遊筒と同義に使われることもある。自動拳銃などでスライドとも呼ばれる。
- 銃床（ストック） - 銃を保持するときにつかう部分。前床部と後床部に分かれ、後床の事を一般に銃床と呼ぶ。
- 銃把（グリップ） - 銃を支えるために、手で握る部分。
- 引金（トリガー） - 銃弾を発射する際に指で操作する部品。一般的には指で後方へ引くが、機関銃では前方へ押し込む「押金」もある。
  - 引鉄鉤板（トリガーバー） - 引金と逆鉤を連結し、逆鉤の固定を解放する部品。
  - ディスコネクター - 銃の状態に応じて引鉄鉤板と逆鉤の関係を離す部品。
  - 逆鉤（シア） - 撃鉄を発條（ばね、スプリング、撃鉄発條）の力がかかった状態で固定する部品。
  - 撃鉄（ハンマー） - 銃弾を撃ち出す際、発條の復元力により動き、撃針を叩くもの。古い銃では、雷管を直接叩くものもある。逆に小型自動拳銃などでは、撃鉄を用いずに撃針だけで撃発操作をおこなうものもある。
  - 撃針（ファイアリングピン） - 射撃の際、撃鉄などの力により、実際に薬莢、抽筒板の雷管を叩く針状に尖った部品。
- 後床（銃床、ストック） - 銃床の底部で、一般に肩に当てる部分。
- 発條（スプリング） - ばねのこと。銃の内部では様々な発條が用いられる。
- 安全装置（セーフティ） - 誤って弾丸が発射されないように発射機構を拘束する装置。多くの種類がある。

### 銃の方式
- シングルショット（単発式） - 弾が一発のみこめられる銃。次の弾を撃つには装填操作をする。セミオートマチックで、一発だけ発砲する意味で用いられることもある。
- リピーター（連発式） - 複数の弾薬を収める弾倉が存在し、弾倉から薬室へ弾薬を給弾する機構を一回の発射ごとに手動で操作するもの。ポンプアクション、レバーアクション、ボルトアクションなどがある。
  - リボルバー（回転式） - 回転するマガジンを持つ銃。回転式銃を連発式銃の一種とみなす慣習もある。
- オートマチック（自動式） - 薬室への給弾または発射を自動的に行うもの。以下の二方式がある。
  - セミオートマチック（半自動式） - 弾の装填のみが自動。発射は一発ごとに引金を引く方式。
  - フルオートマチック（全自動式） - 弾の装填に加え、撃発が自動で、引金を引いているあいだ弾丸が連続発射する。その発射間隔を連射速度（サイクル）と呼ぶ。
  - バースト（制限点射） - オートマチックのうち、引き金を引くと、弾が一定の数発射されるもの。また、その射撃の仕方。
- 単装銃 - バレルを一本だけをもつ銃。ただし、大半の銃が該当するため、この語が用いられることはあまりない。
- 連装銃 - バレルを複数もつ銃。単発式銃に実質的に連射機能を与えることができる。銃身の数がわかっている場合、「装」の字を省略して「二連銃」「三連銃」などと呼ぶことが多い。ノルデンフェルト式機銃やガトリングガンなどもこの方式であるがガトリングガンはバレル毎に薬室がなく、一つの薬室を全ての銃身で共用しているので厳密には連装銃には分類されない（多銃身銃に分類される）。ガトリングガンは1砲身あたりの発射弾数が減るので、サイクルを上げても銃身が熱によって変形、または発射不能になりにくい特徴を持っている。
- シングルアクション、ダブルアクション - 銃の射撃操作。各項及び拳銃を参照。

### 点火方式
- タッチホール式
- サーペンタインロック式
- マッチロック式
- ホイールロック式
- フリントロック式
- パーカッションロック式

### 弾の用語
- 口径 - 弾頭の直径。銃弾や、それを扱う銃の種類を示すために用いられる。アメリカではインチ、ヨーロッパではメートル法が主として使われる。
- カートリッジ（実包） - 現代銃の多くで用いられる弾で、火薬を収めた薬莢と、その力によって飛ぶ弾頭などが一つにまとまったもの。
  - 弾頭 - カートリッジの先端部分で、これが飛翔して目標に向かう。
  - 薬莢 - カートリッジのうち、火薬が詰まった筒状の部分。底部は雷管。
    - プライマー（雷管） - カートリッジ底部中央の部品。撃発の際に撃針で叩かれる衝撃により、火花が飛び散り薬莢内部の発射薬を燃焼させる。.22・.22LR・.22マグナム等はリムがこれを兼用する（リムファイア）。
    - 装薬 - 薬莢の中に入っている発射薬のこと。プライマーの火花で着火し、急激な燃焼でガスを発生させてカートリッジ先端の弾頭を押し出す。銃・弾頭の種類や用途に応じて、燃焼速度や薬量が決められる。
    - 抽筒板（リム） - 薬莢の底部横にある張り出し、若しくはカートリッジ後部に刻まれた溝より後ろの縁部分。撃ち終わった薬莢を薬室から引き出すためにエジェクター･エキストラクターが引っかかる部分。前者を「リムドカートリッジ」と呼び、現在ではリボルバー用のものが多い。後者を「リムレスカートリッジ」と呼び、ライフル弾や自動拳銃の弾薬に多く見られる。
    - ショルダー-使用する弾頭によってはない場合もある。NATO弾などはリムと弾頭の口径が異なる実包に多く見られる。カートリッジの直径が小さくなるところから小さくなりきったところまでのこと。このカートリッジを使用する主な理由は、火薬量を増やし、弾頭の初速を上げるためである。この構造を持つ弾薬を「ボトルネック」と呼び、ライフル弾には一般的な構造。拳銃弾でこの構造を持つものは少ないが、一部口径を除くマウザーシリーズ・トカレフTT-33 ・FN Five-seveN・南部式自動拳銃・GLOCK31/32/33の弾薬はボトルネック構造である。
- 装填 - 実包を銃に込めること。連発銃に弾倉ないし弾帯を接続した場合、薬室を空にした状態を半装填、薬室に実包を送り込むなどすぐに射撃できる状態を全装填と呼ぶ。

## 銃と社会

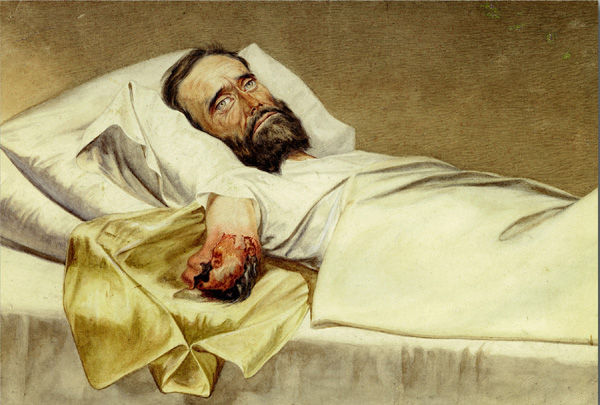
ミニエー銃で腕を撃たれた兵士

銃規制が緩い国の代表格にアメリカ合衆国が挙げられる。これは建国以来、市民が自衛するための武装権が基本的な権利として伝統的に受容されてきたからであり、地方に行くほど銃規制への反発が根強い。同国では、銃愛好者や銃器メーカーからなる圧力団体全米ライフル協会や米国銃所有者協会が強力なロビー活動を展開している。銃規制は州によって異なるが、定められた条件を満たしていれば、未成年者でも銃を所持することができる。こうした考え方の一方で、発砲事件の多発から特に左派からは銃規制をすべきとの考えも根強く、しばしば銃規制が提唱されることがある。

## 日本と銃
日本では、銃砲刀剣類所持等取締法第二条において金属性の弾丸を火薬やガスで発射するものを銃砲と定義して、所持や使用を規制している（金属性に「性」の文字が使われており、必ずしも金属製の弾丸でなくともこれに含まれると解釈される）。

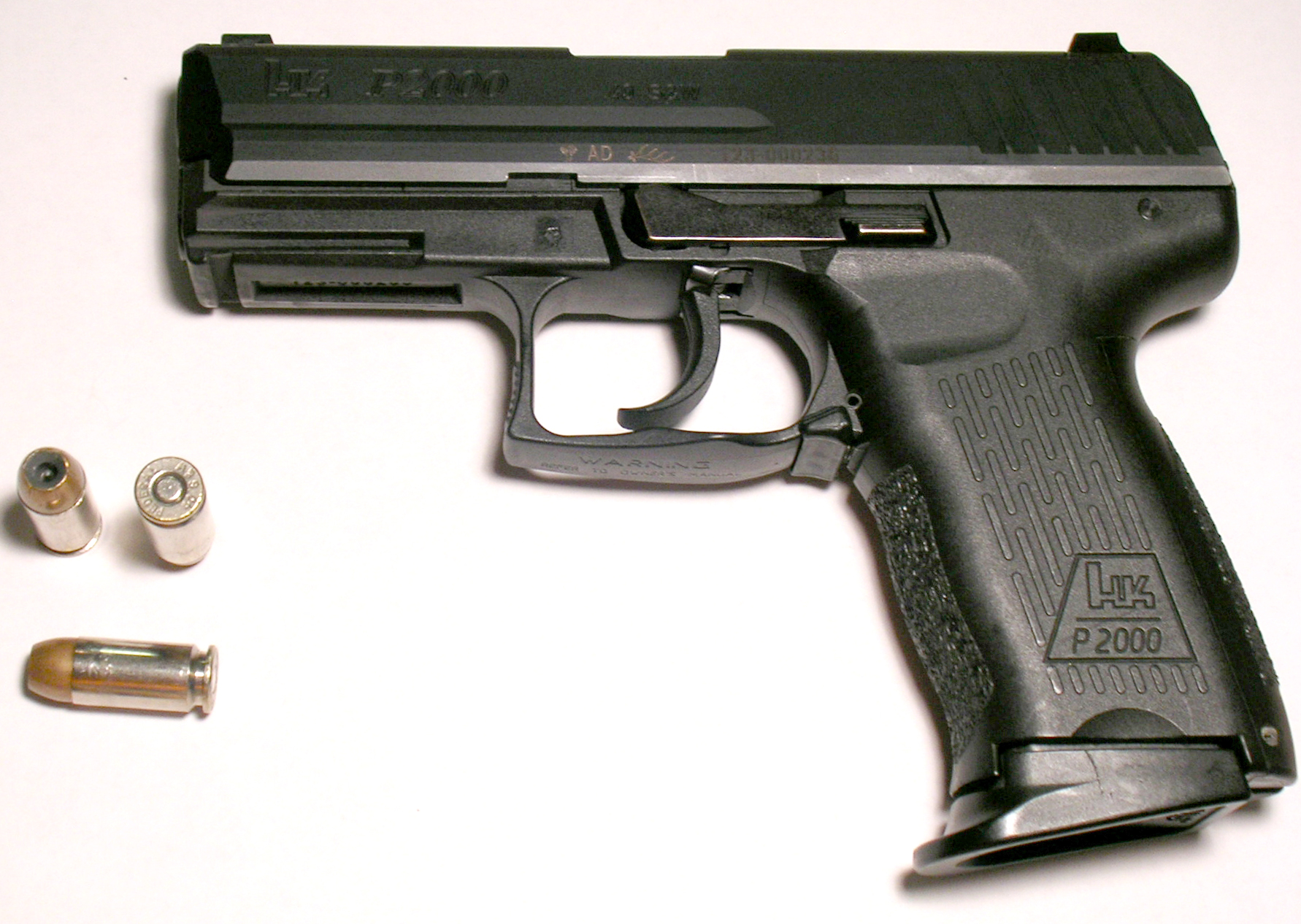
日本警察に採用されているH&K P2000

警察官、自衛官、海上保安官など、一部公務員に対する銃の貸与はあるが、これらは厳重に管理されており、使用についても慎重である。一般に対する銃規制も厳しく、狩猟やスポーツを目的とした銃の所持については、審査を伴う許可制と古式銃に対しては美術品としての登録制が設けられている。
このため、現在の日本における銃問題は、これらの規制をかいくぐる形で行われる密輸や、遊戯銃の改造が主である。特に暴力団の手による密輸は後を絶たず、これらは銃が容易に手に入る国、例えばロシアや中国、東南アジア（たまに韓国、台湾、アメリカ、グアムなどから密輸することもある）などから流入することが多い。遊戯銃の改造については、ごく一部の銃愛好家が行う傾向にあるもので、プラスチック製の弾を撃ち出すエアソフトガンや、本来模型であるモデルガンを改造強化するなどして、殺傷力を生じさせるものである。

### 日本の銃器メーカー

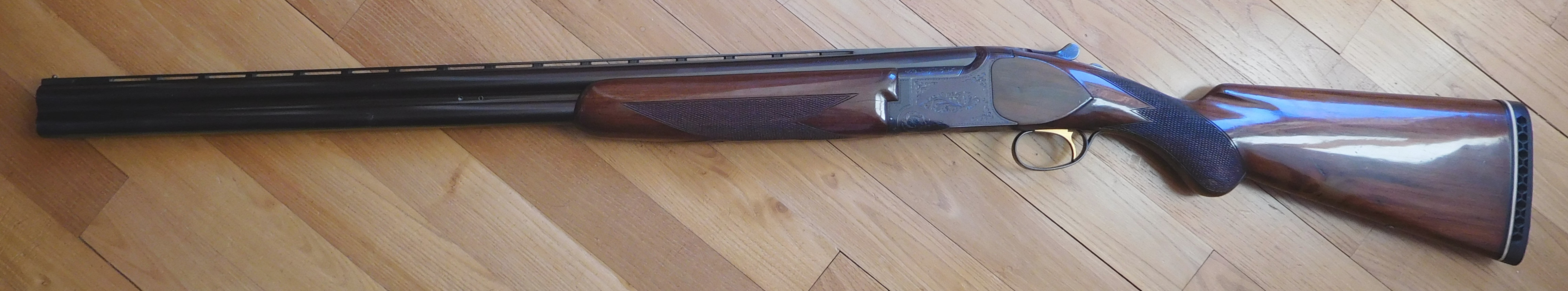
ミロクM3700上下二連散弾銃

- 豊和工業
- 東京砲兵工廠
- ミネベアミツミ
- ミロク
- 住友重機械工業

## その他
- 実銃の入手が難しい地域では、鑑賞用のモデルガンや遊技用のエアソフトガンが親しまれている。
  - プラスチック製の弾丸を発射する安全なエアソフトガンをもちいて撃ち合う遊び・スポーツがサバイバルゲームである。
  - かつては光線銃は遊具やゲームとして、的当てや一種のサバイバルゲームのように用いていた。射出弾体には当初は可視光線、後には赤外線を用いていた。実体弾の安全な素材が増加した為に現在ではこの用途ではほとんど用いられていない。
- 演劇の舞台やドラマ・映画の撮影で使用される模造の銃をステージガンといい、特に実際の撃発を再現するプロップガンが知られている。プロップは「小道具」の意。